# Pianoforte
Il pianoforte è uno strumento musicale a tastiera, appartenente alla famiglia degli strumenti a corde percosse. Il suono è prodotto da corde metalliche colpite da martelletti rivestiti di feltro, azionati da una meccanica collegata ai tasti.
Fu inventato a Firenze nei primi anni del XVIII secolo da Bartolomeo Cristofori (1655–1731), con l’intento di superare i limiti dinamici del clavicembalo, allora predominante. Il nome originario dello strumento, gravicembalo col piano e forte, sottolinea la possibilità di variare l’intensità del suono in base alla forza del tocco.
La sua ampia estensione, la ricchezza timbrica e la capacità di combinare melodia e accompagnamento ne hanno fatto uno degli strumenti più importanti della musica occidentale, tanto nella tradizione colta quanto nei generi moderni come il jazz, la musica leggera e la musica da film.

Struttura del pianoforte

## Storia

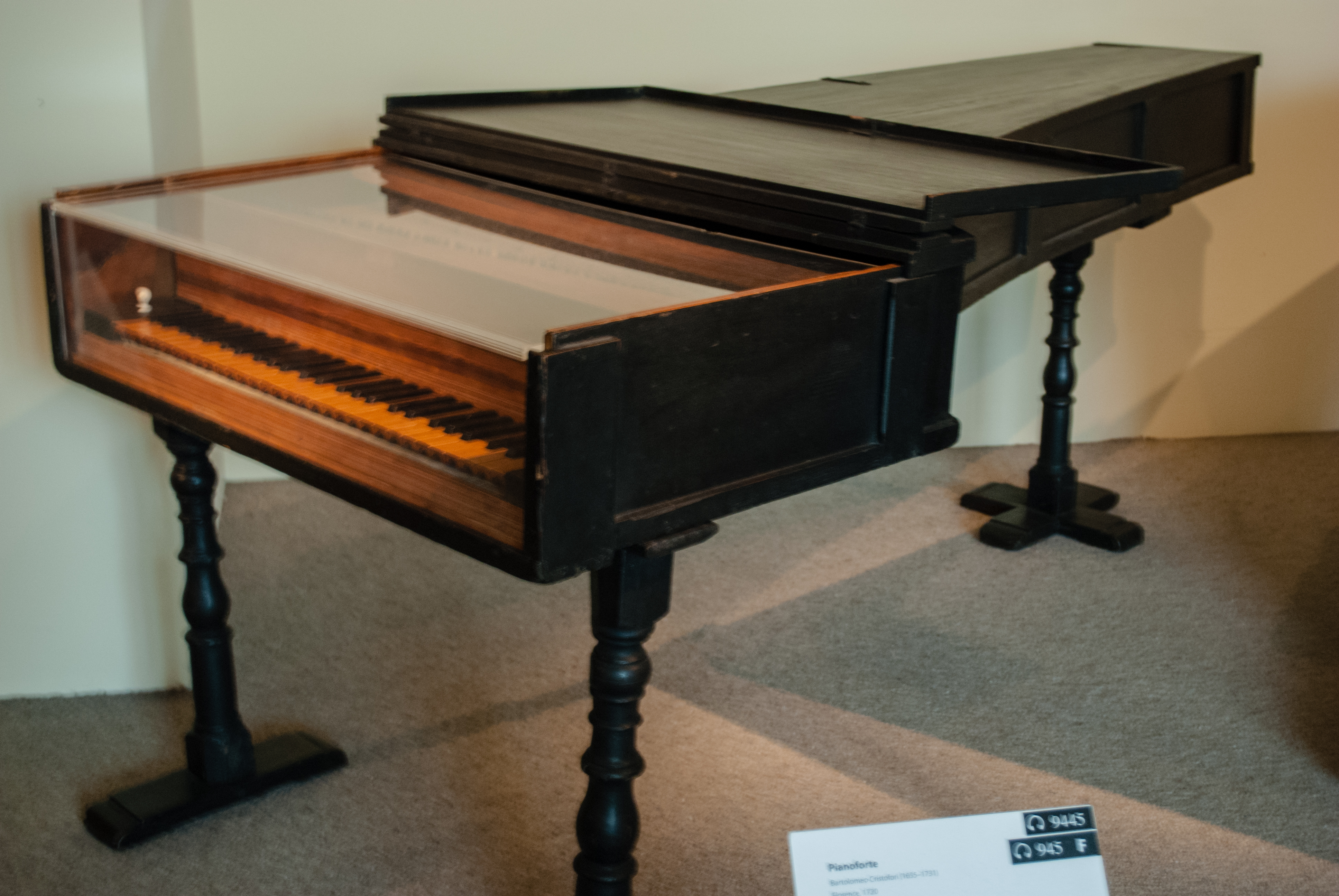
Pianoforte di Bartolomeo Cristofori (1720) - New York, Metropolitan Museum

Il primo modello di pianoforte fu messo a punto in Italia da Bartolomeo Cristofori, padovano cittadino della Repubblica di Venezia alla corte fiorentina di Cosimo III de' Medici, a partire dal 1698, che lo definì un "gravicembalo col piano e forte", in seguito chiamato, verso la fine del Settecento, con il nome pianoforte, piano-forte, e anche "fortepiano" (come risulta dalle locandine coeve dei concerti di Beethoven e altri grandi compositori dell'epoca in cui il pianoforte andò affermandosi). La novità era l'applicazione di una martelliera al clavicembalo.
L'idea di Cristofori era di creare un clavicembalo con possibilità dinamiche controllabili dall'esecutore; nel clavicembalo, infatti, le corde pizzicate non permettono di controllare la dinamica (anche per questo pianoforte e clavicembalo non appartengono alla stessa sottofamiglia). Il pianoforte in Italia fu apprezzato soprattutto dal compositore Benedetto Marcello.
L'idea molti anni dopo si diffuse in Germania, dove il costruttore di organi Gottfried Silbermann nel 1726 ricostruì una copia esatta del pianoforte di Cristofori e la sottopose al parere di Johann Sebastian Bach, che ne diede un giudizio fortemente critico; successivamente, probabilmente a seguito dei miglioramenti tecnici apportati da Silbermann, Bach favorì la vendita di alcuni pianoforti del costruttore, come risulta da un vero e proprio contratto di intermediazione firmato nel 1749. I pianoforti di Silbermann piacquero molto a Federico II di Prussia, che ne comprò sette per 700 talleri (secondo la testimonianza di Johann Nikolaus Forkel, Federico acquistò negli anni più di quindici pianoforti Silbermann).
Nel 1739 un allievo di Cristofori, Domenico Del Mela, concepì e costruì il primo modello di pianoforte verticale, usando come modello il claviciterio e seguendo le idee e i progetti del proprio maestro. La cassa, posta al di sopra della tastiera, è modellata in modo da non seguire la curva del ponticello: si allarga verso l'esterno in prossimità della sua parte superiore, conferendo al pianoforte una forma a giraffa. Nel 1928 il pianoforte fu ceduto da Ugo Del Mela, discendente dell'inventore, al Conservatorio Luigi Cherubini ed è conservato presso il museo degli strumenti musicali di Firenze.
Nel frattempo, nella bottega di Gottfried Silbermann si formò Johann Andreas Stein, che, dopo essersi reso indipendente, perfezionò ad Augusta, in un proprio stabilimento, i sistemi dello scappamento e degli smorzatori. Nel 1777 ricevette la visita di Wolfgang Amadeus Mozart, entusiasta delle infinite possibilità espressive dello strumento. I figli di Stein si trasferirono a Vienna, dove crearono una fabbrica di pianoforti.
In Italia, tra quelli che si dedicarono alla costruzione dei pianoforti (in precedenza tutti costruttori di clavicembali) nel periodo napoleonico e della Restaurazione, fu degna di fama la famiglia Cresci, di origine pisana, trasferitasi nella seconda metà del Settecento a Livorno. Il musicologo Carlo Gervasoni, nella sua opera Nuova teoria di musica ricavata dall'odierna pratica, ossia (...) del 1812, menziona i pianoforti Cresci come paragonabili in qualità e sonorità agli Érard francesi, che andavano per la maggiore a Parigi, ed erano molto apprezzati da Franz Liszt.
La meccanica dei Cresci era di tipo viennese, cioè del tipo dei pianoforti di Joseph Böhm, Conrad Graf e Johann Schantz. La scuola viennese era la più importante tra gli ultimi decenni del Settecento e i primi dell'Ottocento.
Non fu un caso che Mozart, Beethoven e Haydn, tutti legati a Vienna, sviluppassero per primi le incredibili potenzialità del nuovo strumento. Quello che frenava la diffusione del pianoforte nascente era il suo altissimo costo, per cui esso andò affermandosi solo nelle corti reali, nei palazzi governativi e nei saloni delle principali famiglie nobiliari. Inoltre, il suo livello sonoro non era neppure paragonabile all'attuale e questo permetteva il suo uso solo in salotti o saloni di dimensioni relativamente contenute.
Fu in epoca romantica, dal 1840 in poi, che l'utilizzo di strutture rigide metalliche all'interno (in precedenza i pianoforti erano quasi tutti interamente in legno), con funzioni di telaio, consentì l'incremento della sonorità, grazie a più corde con tensioni maggiori e casse armoniche più grandi (e andarono affermandosi i "coda" e "gran coda", che all'epoca andavano da 220 a 260 cm). E anche il peso passò dai 180-200 kg (struttura interamente in legno) ai 300-400 (strutture in ferro), sino ai 600 e oltre di inizio Novecento (strutture in ghisa).
Questo incremento della potenza sonora consentì l'uso del pianoforte nei grandi teatri o nelle sale da concerto, ma trasformò profondamente la sua qualità sonora.
Il pianoforte attuale, apparso sul finire del XIX secolo, ha ben poco della timbrica originale di inizio Ottocento. Oggi è molto diffuso chiamare "fortepiani" gli strumenti costruiti sino al 1870, a causa della grande diversità della struttura e quindi della timbrica rispetto al pianoforte attuale. Tuttavia non è sempre facile distinguere nettamente fra l'uno e l'altro tipo, perché non si tratta di strumenti diversi, ma di uno strumento che si è gradualmente evoluto; all'epoca non si avvertì mai un vero momento di stacco nel passaggio dal fortepiano al pianoforte moderno, come si desume da documenti e testi.
I primi pianoforti verticali, più economici e meno ingombranti, furono creati forse nel 1780 da Johann Schmidt di Salisburgo e nel 1789 da William Southwell di Dublino.
I costruttori francesi più famosi, Sébastien Érard e Ignace Pleyel, furono i più grandi produttori di pianoforti dell'Ottocento. L'Érard, in particolare, era uno strumento di relativamente grande potenza sonora e di suono deciso (potremmo dire "più moderno"), che dava particolare risalto espressivo. Franz Liszt ne fece il suo preferito. A Érard si devono moltissime invenzioni e perfezionamenti, tra cui quella del doppio scappamento. Il Pleyel invece aveva una grande dolcezza e pulizia sonora ed era relativamente più faticoso e difficile da suonare, perché permetteva molte sfumature interpretative e aveva una maggiore sensibilità. Era il pianoforte romantico per eccellenza. Chopin ne fece il suo preferito (sebbene si narri che, quando era stanco, suonasse l'Érard, perché il Pleyel "gli chiedeva troppo").
Nel 1861 i torinesi Luigi Caldera e Ludovico Montù inventarono il melopiano, un pianoforte dotato di motore con carica a manovella.

### Produzione italiana moderna e contemporanea
Nel corso del Novecento e fino a oggi, l’Italia ha mantenuto una presenza significativa nel panorama della costruzione di pianoforti, grazie sia a industrie di media dimensione sia a botteghe artigianali specializzate.
Tra i marchi storici oggi non più attivi come fabbriche italiane indipendenti si distingue la Schulze-Pollmann, fondata nel 1928 dalla fusione di due aziende tedesche trasferitesi in Italia: la Schulze, con sede inizialmente a Bolzano, e la Pollmann, stabilitasi a Torino. Successivamente, la produzione fu spostata a PIneta di Laives, in provincia di Bolzano, in prossimità della Val di Fiemme, storica area di approvvigionamento del pregiato abete rosso di risonanza, noto per il suo impiego nella liuteria e nella costruzione di tavole armoniche. Inserita in un contesto culturale di lingua tedesca, la Schulze-Pollmann ha potuto beneficiare della presenza di ebanisti e tecnici del legno altamente qualificati, contribuendo a definire la qualità e la solidità dei suoi strumenti, in particolare pianoforti verticali e a mezza coda. Oggi il marchio Schulze-Pollmann esiste ancora, ma la fabbrica originaria non è più operativa: il brand è stato acquisito da una società con sede nella Repubblica di San Marino.
Un'altra azienda storica fu la Farfisa, nota per la produzione di organi elettronici, ma attiva anche nel settore dei pianoforti acustici. Tali strumenti, destinati prevalentemente a un pubblico entry-level, venivano commercializzati anche sotto marchi con nomi germanofoni di fantasia come Hermann e Furstein. Pur trattandosi di strumenti economici, si distinguevano per robustezza e affidabilità, diventando diffusi tra le scuole e i noleggi destinati a studenti principianti. Questa produzione era inserita nel contesto del distretto musicale di Castelfidardo-Recanati.

Nel panorama torinese, oltre alla FIP – Fabbrica Italiana Pianoforti, attiva dal 1919 al 1929 e nota per l'elevata produzione e per aver impiegato tra i suoi tecnici anche Cesare Augusto Tallone, è degno di nota il marchio Steinbach, utilizzato dalla torinese Piatino per la vendita di pianoforti prodotti localmente nel secondo dopoguerra. Il nome, di ispirazione germanofona, fu parte di una strategia commerciale simile a quella di Farfisa per intercettare il mercato entry-level. Molti strumenti a marchio Steinbach, oggi importati, conservano una buona reputazione tra i pianisti amatoriali.
Altri costruttori torinesi attivi soprattutto prima della seconda guerra mondiale includevano C. Baer, Berra, Marchisio, Chiappo, Roeseler, Aymonino e Mola, noti nel mercato interno per la qualità artigianale dei loro strumenti.
Tra le figure storiche, si ricorda anche il cembalaro Cesare Augusto Tallone, attivo fino alla sua morte nel 1982, noto per la raffinatezza timbrica dei suoi strumenti e per aver contribuito alla definizione di un’identità sonora italiana nel pianoforte del Novecento.
Senza pretesa di esaustività va infine menzionata la Ditta Anelli di Cremona, attiva dal 1918 al 1968, che produsse circa 50.000 pianoforti, tra cui modelli innovativi come il verticoda e l'autopiano. La qualità e la diffusione dei suoi strumenti resero il marchio Anelli uno dei più significativi nel mercato interno italiano dell'epoca. Alla dissoluzione il marchio fu acquisito dalla Farfisa che lo utilizzò per commercializzare i propri prodotti.
A partire dagli anni Ottanta, si è assistito a una rinascita dell'eccellenza artigianale grazie a nuove realtà imprenditoriali che puntano sulla qualità costruttiva e sull’innovazione acustica.
Tra i marchi tuttora attivi:
- Fazioli Pianoforti (Sacile, PN), fondata nel 1981 da Paolo Fazioli, è oggi tra i produttori più prestigiosi di pianoforti a coda, noti per la selezione dei materiali, l'elevata qualità artigianale e la ricerca acustica.[11]
- Luigi Borgato, artigiano veneto che costruisce a mano un numero molto limitato di strumenti di alto livello, tra cui il modello Grand Prix 333 (88 tasti, 3,33 m, scala a quattro corde), uno dei pianoforti più grandi mai costruiti (sebbene non il più grande).[12]
- Zanta (Camponogara, VE), fondata da Silvano Zanta, ha collaborato con il designer Enzo Berti per creare lo ZB200, un pianoforte a mezza coda dal design innovativo. Questo modello si distingue per l'assenza dell'ansa laterale tradizionale, una struttura in legno ricavata da un unico blocco e una tastiera riprogettata per offrire dinamiche simili a quelle di un gran coda. La tavola armonica è realizzata in abete rosso della Val di Fiemme. Lo ZB200 è prodotto in edizione limitata di 99 esemplari ed è stato premiato con una menzione d'onore al Red Dot Design Award nel 2015.[13]

## Tipi di pianoforte
I pianoforti si distinguono in diverse tipologie a seconda dello sviluppo strutturale, dell’impiego previsto, dell’ingombro e del costo di produzione. Si suddividono principalmente in orizzontali (a coda) e verticali, cui si affiancano modelli storici, sperimentali o specializzati.

### Pianoforti a coda

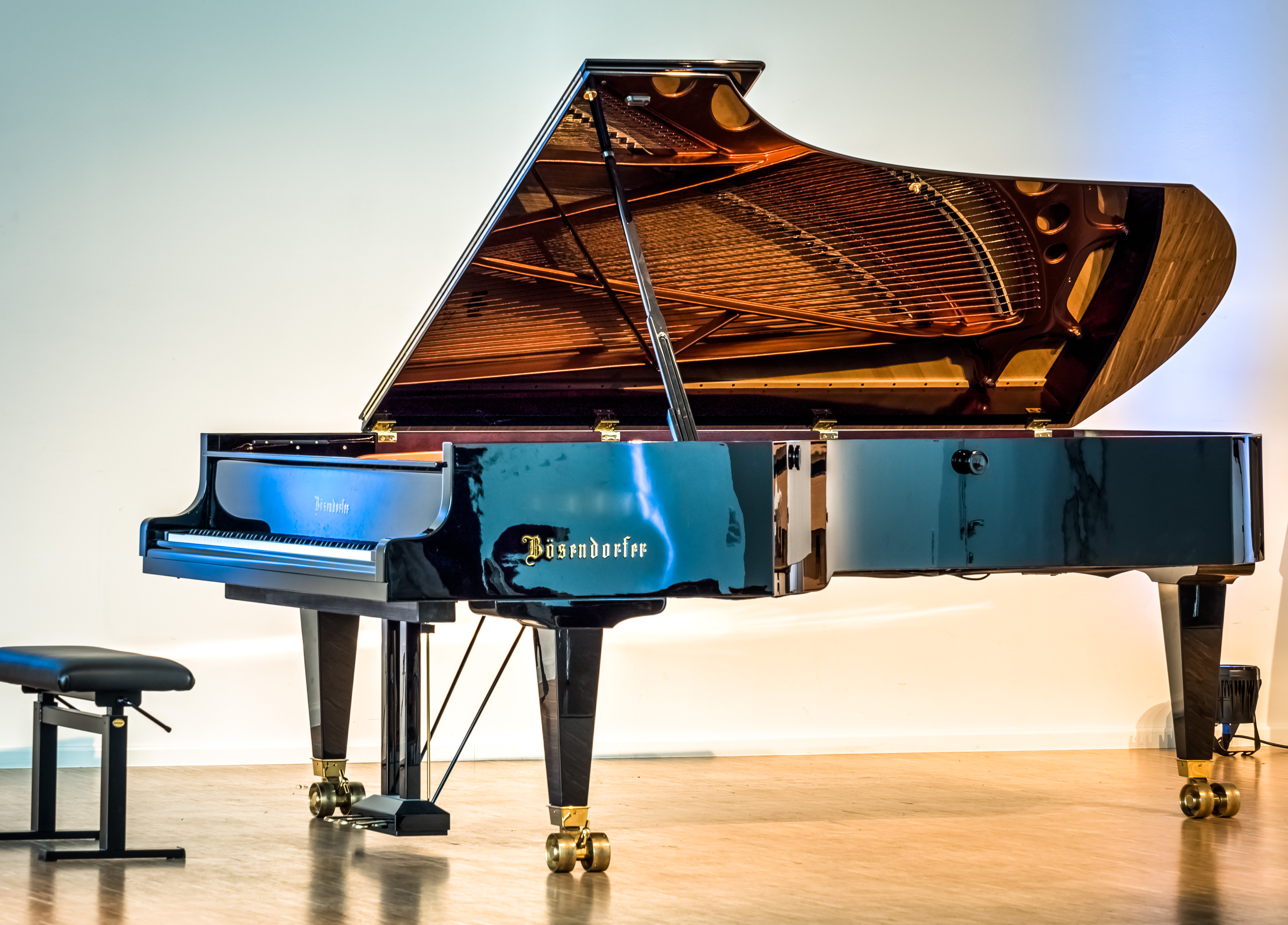
Pianoforte Bösendorfer 290 Imperial nella Musiksaal dell'Università di Bamberga

Caratterizzati da uno sviluppo orizzontale del corpo e delle corde, i pianoforti a coda sono i diretti discendenti del clavicembalo, con cui condividono la disposizione orizzontale della tavola armonica e del sistema di propagazione sonora.
La lunghezza della cassa armonica determina diverse sottoclassi:
- Quarto di coda (o codino): 145–165 cm
- Mezza coda: 170–200 cm
- Tre quarti di coda: 200–240 cm
- Gran coda (o da concerto): oltre 240 cm

Questa classificazione ha valore indicativo: ad esempio, il Model B di Steinway & Sons, lungo 211 cm, viene generalmente considerato un mezza coda, ma è anche usato in contesti da concerto per le sue prestazioni.
Il pianoforte a coda rappresenta il riferimento tecnico per tutte le altre varianti dello strumento. La lunghezza delle corde nei registri gravi, unita a una meccanica più evoluta e reattiva, offre una resa superiore sia in termini di timbro che di controllo espressivo. La maggiore dimensione della tavola armonica e l’inerzia ridotta del sistema martelletto-corda consentono un attacco più pronto e una maggiore ricchezza di armonici naturali, con un contenimento dell’inarmonicità nei registri bassi.
I pianoforti a coda dispongono generalmente di tre pedali:
- Una corda (o pianissimo spesso abbreviato con 1C): sposta lateralmente la martelliera per colpire un numero ridotto di corde, producendo un suono più delicato.
- Pedale di risonanza (o tre corde spesso abbreviato con 3C): solleva tutti gli smorzatori, consentendo la libera vibrazione di tutte le corde.
- Sostenuto: mantiene sollevati solo gli smorzatori delle note premute al momento dell’attivazione, permettendo effetti di risonanza selettiva.

| Modello      | Produttore      | Lunghezza (cm) | Categoria convenzionale | Uso tipico                               | Note                                         |
| ------------ | --------------- | -------------- | ----------------------- | ---------------------------------------- | -------------------------------------------- |
| Model S      | Steinway & Sons | 155            | Quarto di coda          | Ambienti domestici, studio               | —                                            |
| Model M      | Steinway & Sons | 170            | Mezza coda              | Studio avanzato                          | —                                            |
| Model O      | Steinway & Sons | 180            | Mezza coda              | Salotti, studi                           | —                                            |
| Model A      | Steinway & Sons | 188            | Mezza coda              | Studio, piccoli auditorium               | —                                            |
| Model B      | Steinway & Sons | 211            | Mezza coda (alta gamma) | Sale da concerto medie, registrazione    | Tra i più usati nei conservatori             |
| Model C      | Steinway & Sons | 227            | Tre quarti di coda      | Sale medie, uso professionale            | Prodotto solo ad Amburgo                     |
| Model D      | Steinway & Sons | 274            | Gran coda da concerto   | Sale da concerto, teatri                 | Modello concertistico di riferimento         |
| C3X          | Yamaha          | 186            | Mezza coda              | Uso professionale, scuole di musica      | Evoluzione del popolare C3                   |
| CFX          | Yamaha          | 275            | Gran coda da concerto   | Concerti, concorsi                       | Top di gamma Yamaha                          |
| F278         | Fazioli         | 278            | Gran coda da concerto   | Grandi sale, registrazione professionale | Tavola in abete della Val di Fiemme          |
| F308         | Fazioli         | 308            | Extra-gran coda         | Auditori molto ampi, sale sinfoniche     | Il pianoforte da concerto più lungo al mondo |
| 225          | Bösendorfer     | 225            | Tre quarti di coda      | Studio professionale, sale medie         | Include tasti extra (92)                     |
| 280VC        | Bösendorfer     | 280            | Gran coda da concerto   | Sale da concerto, uso solistico          | Vienna Concert Series, 88 tasti              |
| 290 Imperial | Bösendorfer     | 290            | Gran coda da concerto   | Grandi orchestre, solisti                | 97 tasti (La sub-sub-contra)                 |
| B212         | C. Bechstein    | 212            | Mezza coda avanzata     | Sale piccole, registrazione              | —                                            |
| E272         | C. Bechstein    | 272            | Gran coda da concerto   | Uso solistico e sinfonico                | Tavola armonica speciale "Resonator"         |
| SK-2         | Shigeru Kawai   | 180            | Mezza coda              | Studio professionale, insegnamento       | Serie artigianale, martelliera Premium       |
| SK-3         | Shigeru Kawai   | 188            | Mezza coda              | Studi, sale da camera                    | Progetto rivisto rispetto al GX-3            |
| SK-5         | Shigeru Kawai   | 200            | Mezza coda              | Sale medie, didattica avanzata           | Tavola armonica selezionata                  |
| SK-6         | Shigeru Kawai   | 212            | Mezza coda / ¾          | Registrazione, piccoli auditorium        | —                                            |
| SK-7         | Shigeru Kawai   | 229            | Tre quarti di coda      | Uso semi-concertistico                   | —                                            |
| SK-EX        | Shigeru Kawai   | 278            | Gran coda da concerto   | Concorsi e concerti internazionali       | Costruito in Atelier dedicato                |

### Pianoforti verticali

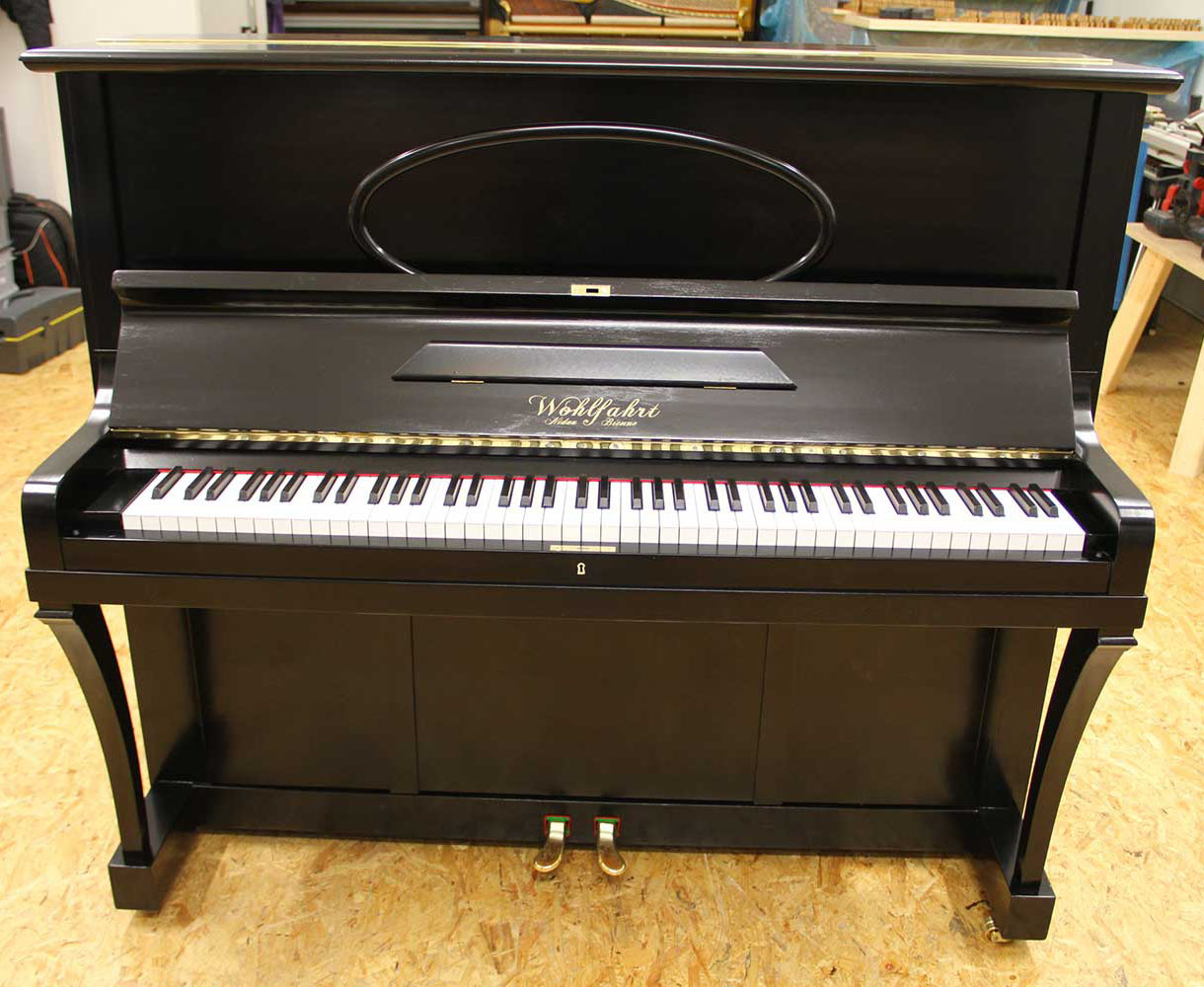
Pianoforte verticale Wohlfahrt - Nibau - Svizzera

Il pianoforte verticale, noto anche come pianoforte a muro o da studio, è uno strumento a tastiera in cui le corde, la tavola armonica e la meccanica sono disposte verticalmente dietro la tastiera. Questa configurazione consente di ridurre l'ingombro, rendendolo particolarmente adatto per ambienti domestici o spazi limitati. L'origine del pianoforte verticale può essere ricondotta al claviciterio, una variante verticale del clavicembalo attestata già nel XV secolo.
I modelli in commercio hanno un’altezza compresa tra i 100 e i 155 cm. Per via della compattezza e del costo ridotto, è il tipo più diffuso nelle abitazioni e tra gli studenti. Tuttavia, la meccanica verticale presenta limiti strutturali rispetto a quella dei pianoforti a coda, rendendo questo strumento generalmente inadatto all’uso professionale.

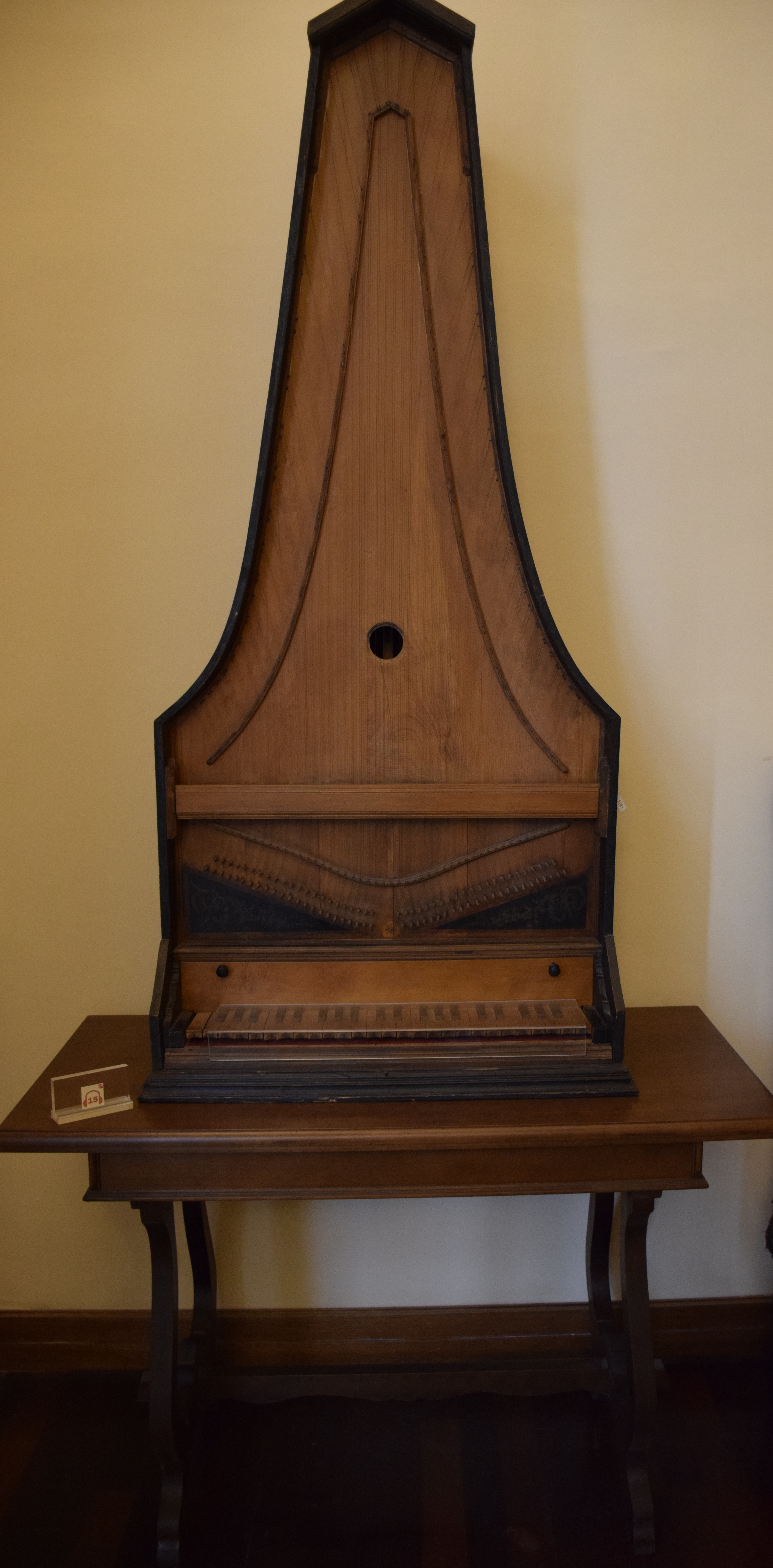
Il claviciterio esposto al museo nazionale degli strumenti musicali a Roma. Domenico Del Mela si ispirò a questo tipo di strumento per il suo pianoforte verticale.

Contrariamente a quanto spesso si crede, la tavola armonica di un verticale di media altezza (es. 120 cm) ha una superficie vibrante simile a quella di una mezza coda. I compromessi derivano invece dalla disposizione obliqua delle corde e della martelliera, che rendono più difficile il controllo dinamico e la ribattuta: il martello fatica a ritornare rapidamente in posizione, e l’assenza del doppio scappamento rende più ardua l’esecuzione di passaggi virtuosistici, svantaggi che contribuiscono a rendere il suono più aspro e sgarbato, spesso con una mole sonora addirittura superiore a quella di una mezza coda.
La minore reattività della meccanica verticale è dovuta alla geometria del movimento dello stiletto e della noce, che impedisce al solo peso dei leveraggi di riportare efficacemente il martello in posizione per essere catturato dal paramartello. Per compensare questo limite, si aggiungono componenti come la fettuccia di ritorno in tessuto e altri accorgimenti assenti nella meccanica orizzontale. Tali elementi, pur necessari al funzionamento, aumentano la massa in movimento, complicano la costruzione e riducono l’agilità complessiva del meccanismo, soprattutto nei passaggi rapidi.
I pedali sono due o tre; il centrale, nei modelli che lo includono, attiva una sordina per lo studio silenzioso, simile a quella usata anche nei fortepiani storici.

#### Varianti verticali contemporanee
- Spinetta: compatta, con meccanica ribassata; diffusa in Nord America. Altezza tra 90 e 100 cm.
- Console: misura più grande della spinetta, tipico del Nord America come la variante spinetta, però più alta. Altezza tra 102 e 110 cm.

#### Varianti verticali storiche
- Giraffa: ideata da Domenico Del Mela nel 1739, con meccanica sopra la tastiera.[24]
- A piramide: a forma piramidale, diffusa nel XVIII secolo a Vienna.
- Cabinet: struttura simile a un armadio; corde tese verso il basso; progettata da Hawkins e Müller.
- Pianino: sviluppato da Ignaz Josef Pleyel nel 1815; perfezionato da Robert Wornum con meccanica a baionetta (English tape action).

### Pianoforti rettangolari

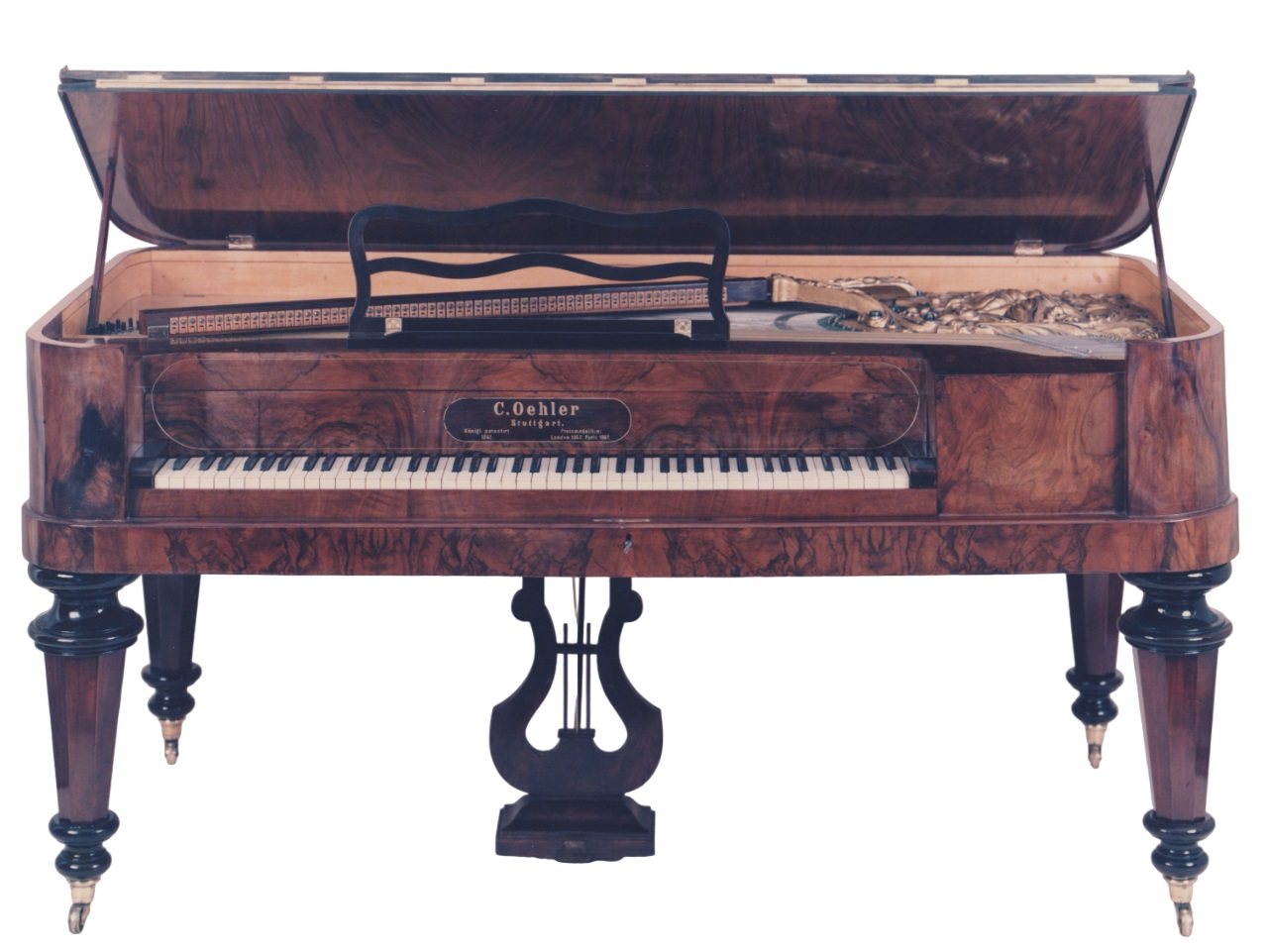
Painoforte rettangolare C. Oehler, Stoccarda 1870

Il pianoforte rettangolare (o a tavolo) ha tastiera a sinistra e tavola armonica a destra. Il primo modello, di Johannes Zumpe, fu prodotto a Londra nel 1766. Deriva dal Virginale ed ebbe successo per il basso costo e l’ingombro ridotto. La meccanica limitata ne causò il progressivo abbandono.

### Pianoforti d’arte (art case)
Alcuni pianoforti vengono realizzati come veri e propri oggetti d’arte, combinando funzionalità acustica con un’estetica ricercata. Si tratta di strumenti unici o in serie limitata, progettati per ambienti di rappresentanza, collezionismo o esposizione, spesso in collaborazione con designer, artisti o centri stile di aziende di altri settori.

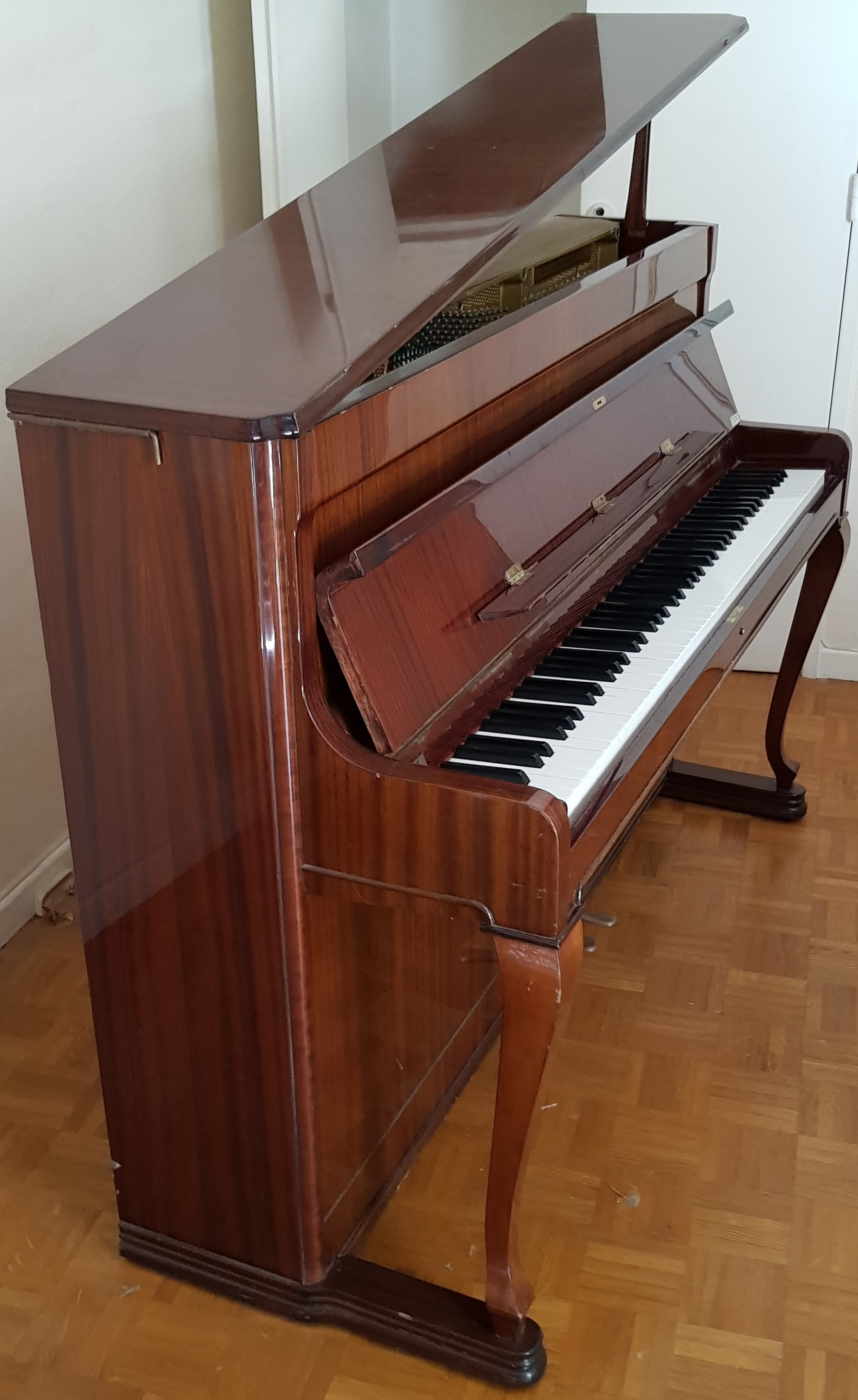
Pianoforte verticale con finte gambe in stile "Chippendale"

Tra i modelli più significativi si possono citare:
- il Model B "Imagine Series" di Steinway & Sons, realizzato in edizione limitata per commemorare il celebre brano Imagine. Ispirato al Model B donato da John Lennon a Yoko Ono nel 1971 in occasione del suo compleanno, visibile nel videoclip ufficiale della canzone. L'edizione limitata presenta decorazioni non presenti nel modello di serie con alcuni fregi recanti disegni originali dell'artista sul leggio, alcune strofe e note della celebre canzone rappresentati sul telaio di ghisa nonché la firma di John Lennon nell'interno del coperchio della tastiera;[26]
- il Bösendorfer Crystal Grand, arricchito da centinaia di cristalli Swarovski, applicati a mano sulla cassa e disponibile in finiture personalizzate;
- il modello progettato dal centro stile Audi per Bösendorfer, dalle linee pulite e futuristiche, in cui materiali high-tech si fondono con l’acustica tradizionale;
- il pianoforte disegnato dal Peugeot Design Lab per Pleyel, caratterizzato da un corpo monoblocco asimmetrico e materiali innovativi.
- Pianoforte progettato dal concertista ungherese Gergely Bogányi, caratterizzato da un design innovativo: il mobile, dalla forma fluida e futuristica, è concepito per dirigere il suono verso il pubblico. L’uso di materiali compositi, in particolare la fibra di carbonio – impiegata anche per la tavola armonica – contribuisce a migliorarne la resistenza climatica e la qualità acustica.[27]

Oltre a questi esempi contemporanei, molti costruttori storici e moderni offrono configurazioni estetiche basate su stili codificati, pensati per adattarsi ad arredi classici o d'epoca. I più comuni includono:
- lo stile Sheraton, è il più classico tanto che non viene nemmeno citato essendo la forma tipica dei pianoforti della Steinway & Sons, frequentemente imitato da tutti gli altri costruttori e considerato l'estetica standard per un pianoforte moderno;
- le varianti Chippendale, Vittoriano, Art déco e Biedermeier, riconoscibili per le gambe sagomate, le laccature, gli intarsi o i fregi decorativi.

### Pianola

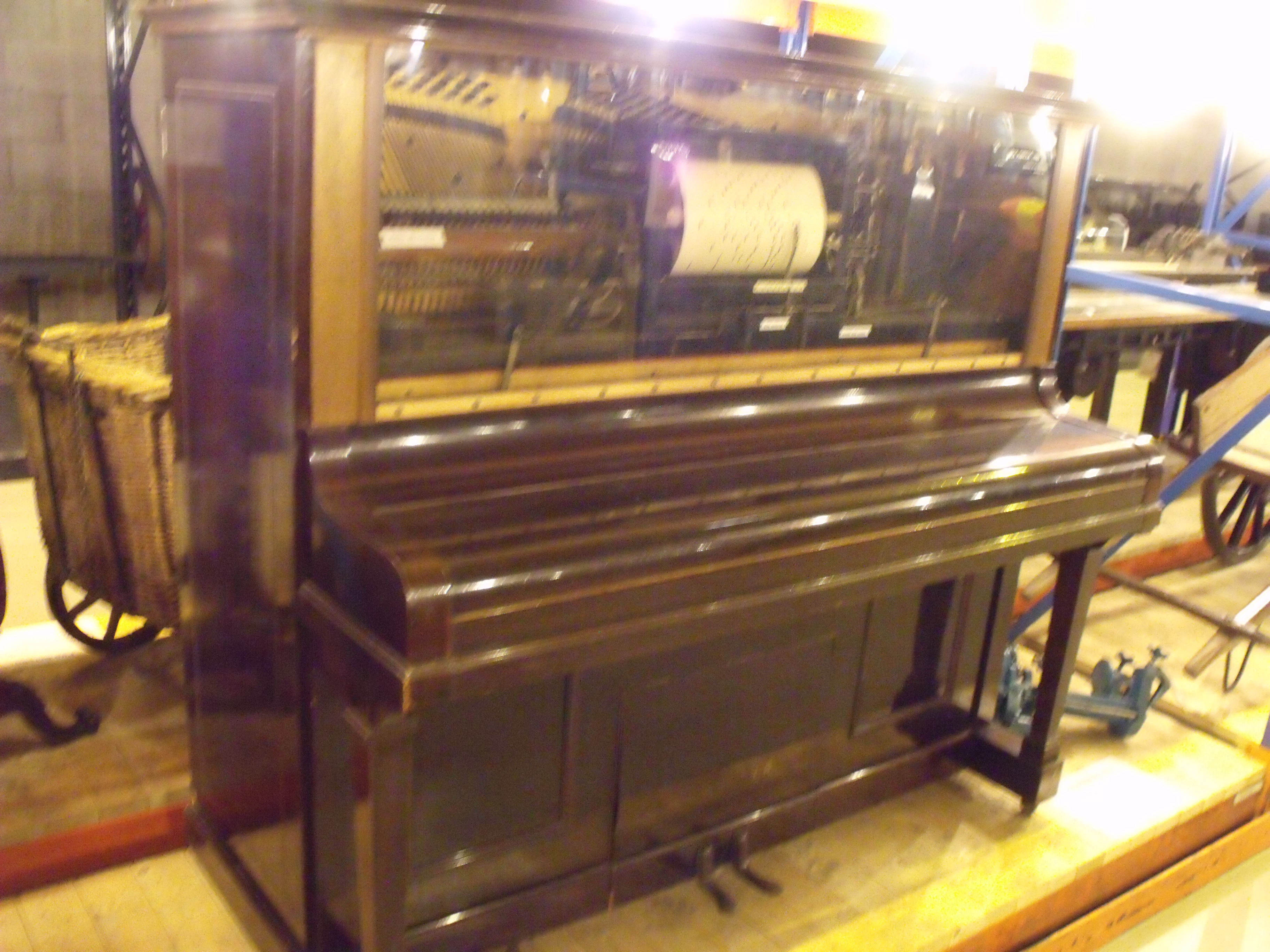
Pianola George Steck & Co - USA 1925

Strumento automatico elettropneumatico che riproduce musica tramite rulli perforati. Le prime versioni simulavano dita umane attraverso un componente aggiuntivo posizionato sulla tastiera di un pianoforte tradizionale. Versioni successive integravano il meccanismo pneumatico all'interno dello strumento. Marchi storici: Pianola (Aeolian, New York), Phonola (Hupfeld, Lipsia).

### Pianoforti digitali
Strumenti elettronici progettati per simulare la timbrica e il tocco del pianoforte acustico. Utilizzano campionamenti o sintesi e offrono meccaniche con risposta progressiva. Evoluzione influenzata dalla tecnologia dei sintetizzatori.

### Pianoforti elettrici
Si tratta di elettrofoni con generazione del suono tramite pick-up elettromagnetici. Le differenze costruttive hanno prodotto timbriche talmente peculiari da rendere ogni esemplare uno strumento a sé. Esempi celebri:
- Neo-Bechstein (1931)
- Rhodes
- Yamaha CP
- Clavinet (Hohner)

### Pianoforti da viaggio
Modelli portatili del XVIII secolo, privi di supporti e dotati di maniglie. Utilizzavano la semplice Prellmechanik senza scappamento. Oggi non più in uso.

### Necessaire
Mobile multifunzione con tastiera integrata, spesso destinato a uso femminile nel XIX secolo. Includeva una versione per fanciulli, in scala ridotta.

### Pianoforti arabi
Tra il 1920 e il 1940 furono sviluppati modelli capaci di produrre quarti di tono per adattarsi al sistema maqamico. L’inclusione dello strumento nelle orchestre arabe avvenne dopo il Congresso della Musica Araba (Cairo, 1936). Alcuni lo usarono accordato all’occidentale, altri in versione modificata.

## Struttura

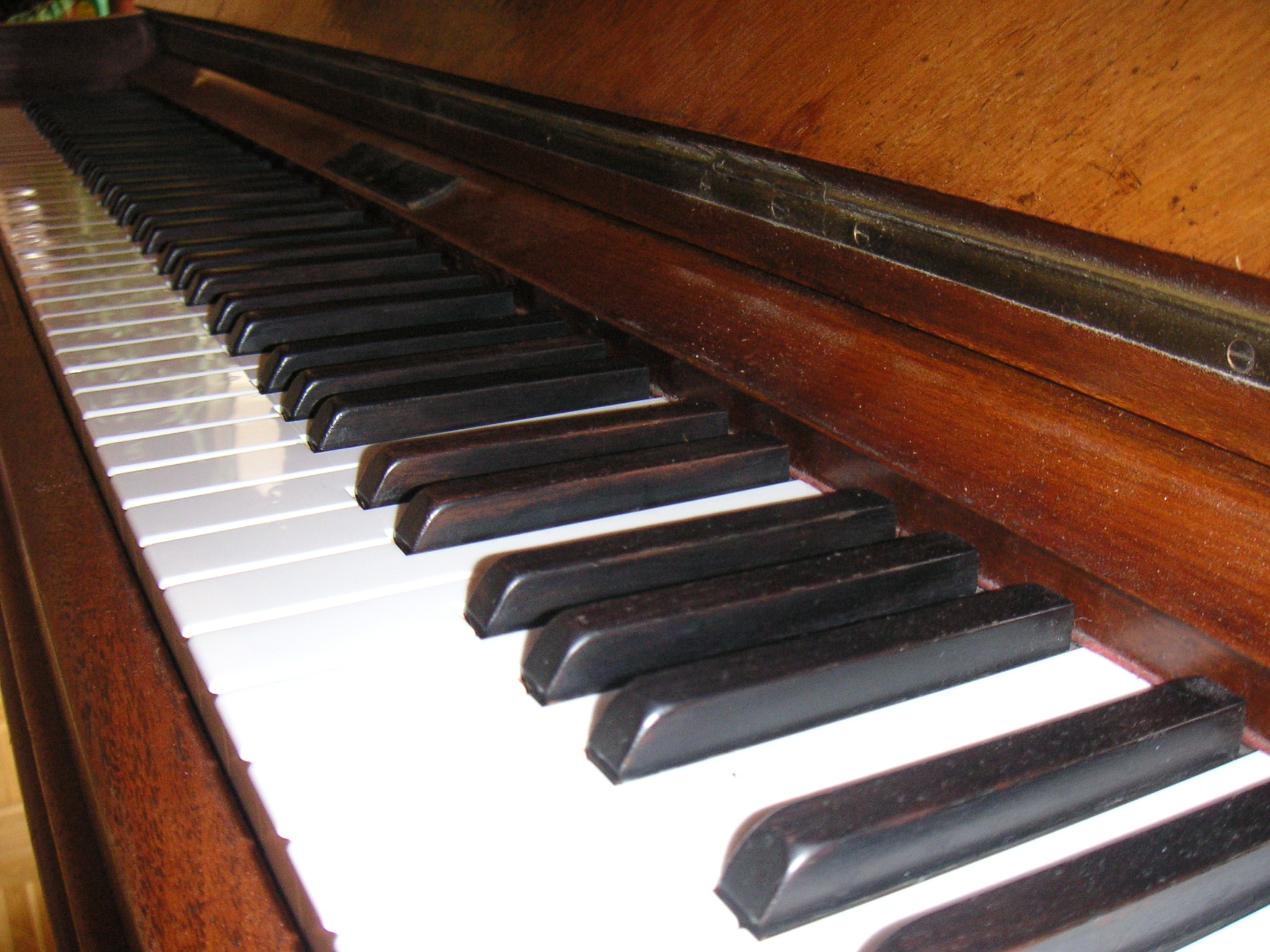
Tastiera di un pianoforte

Il pianoforte è costituito da un insieme complesso di componenti strutturali, meccanici e acustici, solidamente integrati nel mobile esterno. Le modalità costruttive del pianoforte a coda e verticale differiscono significativamente, anche se i principi meccanici sono comuni. L'architettura del pianoforte a coda rimane il punto di riferimento a cui i verticali cercano di avvicinarsi, pur introducendo compromessi costruttivi inevitabili per ottenere la disposizione verticale.
Le principali sezioni funzionali di un pianoforte a coda si possono così distinguere:
- il corpo sonoro, elemento centrale nella produzione acustica, che comprende la tavola armonica (funzionalmente analoga a un altoparlante), realizzata con fasce di legno da tono disposte obliquamente, catene di rinforzo, ponticelli per la trasmissione delle vibrazioni e una struttura portante composta dalla traversa anteriore (belly rail) e da altre travi oblique. Il corpo sonoro è incollato lungo il perimetro e integrato in una struttura lignea sagomata con lamellare curvato sotto trazione, che ne definisce la forma e la robustezza. A differenza di strumenti ad arco, il pianoforte non ha un "fondo" acustico: la tavola armonica irradia principalmente verso l’alto e viene vincolata unicamente lungo i bordi.[29]

- il telaio (o piastra in ghisa), elemento statico che sostiene la cordiera e sopporta la tensione delle corde; è avvitato al corpo sonoro e al somiere mediante viti e distanziali, lasciando libertà di vibrazione alla tavola armonica. Ospita le agraffe e i perni terminali di ancoraggio delle corde. Le caviglie di accordatura, che regolano la tensione delle corde, sono inserite nel somiere attraverso fori praticati nella piastra. In alcuni strumenti (es. Bösendorfer), la piastra non copre il somiere: in tal caso si parla di somiere scoperto.[30]

- il somiere (o pinblock), realizzato in legno multistrato ad alta densità, ha la funzione di ospitare le caviglie e garantire la stabilità dell'accordatura.[31]

- il tavolaccio è la base lignea su cui appoggia la meccanica; a esso sono solidali il corpo sonoro e il somiere, costituendo un blocco funzionale rigido e coerente incollato al mobile. Sopra il tavolaccio si trova il castello della meccanica (o cestello), che comprende i tasti, le leve di ripetizione, gli stiletti, i martelletti e i relativi componenti (paramartelli, scappamenti ecc.).[32]

- la meccanica degli smorzatori, distinta da quella dei martelletti, è fissata alla traversa anteriore (belly rail), dove si trovano anche la barra di sollevamento degli smorzatori, il meccanismo del pedale sostenuto e, nei modelli predisposti, quello del pedale armonico. Gli smorzatori stessi scorrono su una guida superiore indipendente.[33]

- la lira (o pedaliera) è avvitata sotto il tavolaccio e ospita i pedali, i cui rimandi (solitamente in ottone nei pianoforti a coda) attivano meccanismi sotto la tastiera: tra questi, lo spostamento laterale della meccanica per il pedale una corda (1C), il sollevamento della barra degli smorzatori per il pedale di risonanza (3C) e le altre funzioni aggiuntive degli eventuali pedali opzionali innovativi.[34]

- il mobile, oltre alla sua funzione estetica, fornisce il contenimento e l’allineamento strutturale di tutte le parti. Comprende le gambe, il coperchio superiore, il coperchio della tastiera, le fasce laterali e il rivestimento esterno.[35]

Le principali sezioni funzionali di un pianoforte verticale sono quasi identiche a quelle del pianoforte a coda, con le seguenti differenze principali:
- il corpo sonoro è semplificato: il somiere funge anche da traversa, essendo interposto tra le due fiancate (che fanno parte del mobile stesso) ed è ancorato a colonne verticali e a una barra trasversale alla base, che spesso funge anche da fondo. In molti modelli questa parte è svitabile, rivelando una controstruttura nascosta. La tavola armonica viene così ad essere di forma semplificata rettangolare ed è quindi incollata su questa cornice e distanziata leggermente dalle colonne per garantirne la libertà vibratoria. I ponti e le catene sono invece realizzati con gli stessi principi del pianoforte a coda.
- il telaio ha geometrie differenti ma funzioni analoghe: è saldamente avvitato sia al somiere che al corpo sonoro.
- il tavolaccio è avvitato alla cornice in posizione ortogonale, risultando sospeso a metà tra le due fiancate. La sua conformazione a sbalzo contribuisce a caratterizzare l'aspetto estetico tipico di un pianoforte verticale.
- la meccanica, che include sia la parte dei martelletti sia quella degli smorzatori, è unificata in un unico castello. Per compensare l’assenza di gravità utile al ritorno delle componenti, come avviene nei pianoforti a coda, sono impiegate molle aggiuntive, con conseguente aumento dell’inerzia, ridotta precisione e assenza del doppio scappamento.
- la lira è assente: i pedali sono direttamente integrati nella tavola di fondo. I meccanismi sono vincolati al fondo smontabile, non alla barra su cui questo è avvitato.
- le agraffe sono in genere assenti; in loro luogo si usa un capodastro, barra monolitica il cui nome è un prestito della liuteria, per delimitare la lunghezza vibrante delle corde. Alcuni modelli particolarmente raffinati montano tuttavia anch'essi le agraffe, solidali al telaio, sebbene leggermente diverse da quelle del pianoforte a coda.
- il meccanismo del pedale una corda (1C) non agisce sul cestello, che è fisso, ma avvicina i martelletti alle corde mediante una barra basculante retrostante agli stiletti.
- il pedale centrale non è un pedale tonale, ma attiva un feltro mobile basculante che si interpone tra martelletti e corde. Quando abbassato riduce il volume rendendo il suono più ovattato. Considerato l'uso di questo meccanismo la sede di questo pedale ha tipicamente un'asola laterale che consente di bloccarlo in posizione premuta spostandolo lateralmente col piede una volta premuto.
- sono presenti un coperchio sommitale apribile per migliorare la diffusione del suono, un pannello frontale sopra la tastiera che copre la meccanica, e un pannello inferiore sopra la pedaliera: elementi assenti nei pianoforti a coda.

### Corpo sonoro
Il corpo sonoro è l’elemento centrale del pianoforte nella produzione del suono. Comprende principalmente la tavola armonica e la struttura lignea che la sostiene e la mette in vibrazione. La sua funzione è quella di amplificare e modulare le vibrazioni prodotte dalle corde, trasformandole in onde sonore percepibili. L'architettura qui descritta è quella del pianoforte a coda sebbene elementi omologhi ancorché leggermente diversi morfologicamente siano individuabili anche nei verticali.

#### Tavola armonica
La tavola armonica è realizzata in legno di conifera ad alto rendimento acustico, generalmente abete rosso o abete Sitka, per via dell’elevato rapporto tra elasticità e massa. Viene selezionato con venature strette, regolari e parallele, e stagionato naturalmente per diversi anni. A titolo di esempio Steinway & Sons impiega abete Sitka proveniente dall’Alaska, mentre Fazioli utilizza abete della Val di Fiemme, rinomato sin dai tempi di Stradivari.
La tavola presenta una leggera curvatura detta "bombatura", ottenuta tramite una combinazione di spessori variabili, tensione interna e incollaggio su supporti sagomati. Questa forma conferisce elasticità e favorisce una risposta dinamica uniforme lungo tutta la gamma dello strumento.

#### Ponticelli e catene
Sulla tavola armonica sono incollati due ponticelli, uno per il registro acuto e medio e uno per il grave. Essi trasferiscono alla tavola le vibrazioni delle corde, che vi poggiano con un angolo di pressione determinato dalla posizione dei piroli e dei perni terminali. I ponticelli sono costruiti in legno duro (tipicamente acero) e sagomati con precisione per mantenere costante la trasmissione dell’energia.
Sul lato opposto della tavola, incollate perpendicolarmente alla direzione delle venature, si trovano le catene (o nervature): listelli in legno leggero che rinforzano la struttura e influenzano l’equilibrio tonale tra le varie zone della tavola stessa.

#### Struttura portante
La tavola è incollata al telaio ligneo interno costituito dalle fasce laterali curve (ottenute da lamellare sotto trazione) e dalle travi di rinforzo interne. La più importante è la traversa anteriore (in inglese belly rail), posta dietro alla meccanica degli smorzatori, su cui sono montati vari elementi meccanici come la barra di sollevamento e il sistema del pedale sostenuto. Il vincolo strutturale della tavola avviene esclusivamente lungo il bordo, senza un “fondo” riflettente come negli strumenti ad arco.
Questa struttura garantisce rigidità al corpo sonoro e, al tempo stesso, permette alla tavola di vibrare liberamente, condizione necessaria per una buona resa acustica.

### La tastiera

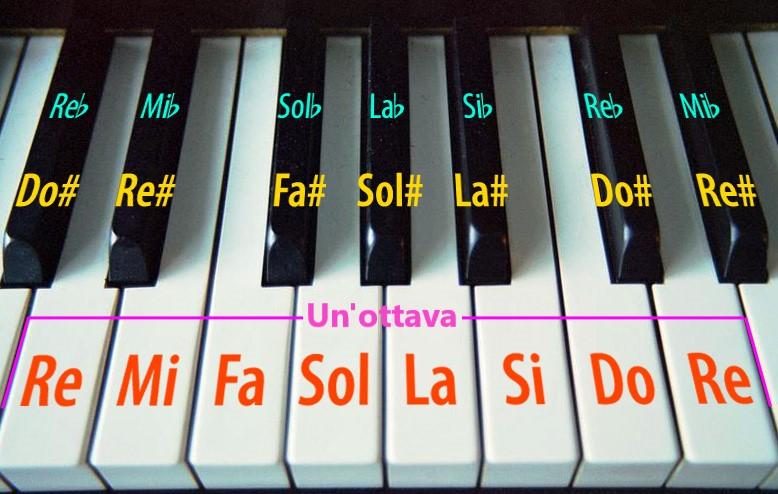
Un'ottava con le sue alterazioni

La tastiera è la parte del pianoforte destinata all’interazione diretta con l’esecutore. È montata su una base detta cestello, solitamente realizzata in legno di abete, che scorre orizzontalmente su apposite slitte sopra il tavolaccio. Questo scorrimento, seppur minimo, è necessario per permettere lo spostamento laterale del cestello stesso quando viene azionato il pedale una corda (1C).
Il cestello ospita i tasti — in genere 88, di cui 52 bianchi e 36 neri — i quali trasmettono il movimento delle dita ai componenti del castello della meccanica, avvitato superiormente, che contiene i leveraggi dinamici della meccanica, come martelletti, leve di ripetizione, scappamenti e stiletti.
Questa configurazione, che copre un’estensione di sette ottave e una terza minore, presenta la classica alternanza di gruppi di due e tre tasti neri, permettendo di eseguire le 12 note della scala cromatica e facilitando l’orientamento visivo e tattile sulla tastiera.
Nei pianoforti verticali il cestello della tastiera è solitamente avvitato al tavolaccio, mentre il castello è appoggiato sopra di esso ma avvitato al telaio metallico: ciò garantisce la necessaria reazione meccanica affinché le molle degli smorzatori esercitino una pressione sufficiente per arrestare il moto delle corde, azione che invece nel pianoforte a coda avviene grazie al peso degli smorzatori stessi, altro caso in cui per ottenere lo stesso funzionamento è necessario un compromesso costruttivo con conseguenti varianti all'architettura complessiva.

#### Estensione
Sebbene alla data odierna gli 88 tasti si possano considerare lo standard di riferimento, tale estensione è stata raggiunta gradualmente durante l'evoluzione dal fortepiano al pianoforte moderno. A titolo di esempio, fino alla fine del XIX secolo era ancora frequente trovare strumenti più economici con solo 85 tasti.
La stessa Steinway, leader del mercato da oltre un secolo, principale contributrice del pianoforte moderno per via delle numerose innovazioni tecniche introdotte da Theodor Steinweg (Theodore Steinway), ebbe a catalogo tre distinte varianti del Model A: di queste la variante A1, dismesso all'inizio del XX secolo, era dotato di 85 tasti e differiva dal successivo A2 unicamente per la presenza di tre tasti aggiuntivi, condividendo con esso scala e architettura costruttiva, mentre il modello A3 differiva anche per lunghezza.
Con l’evoluzione del mercato e l’affermarsi di esigenze esecutive più ampie, i modelli con estensione ridotta scomparvero progressivamente dai cataloghi Steinway e di altri costruttori, lasciando spazio al formato a 88 tasti che si affermò definitivamente nei primi decenni del XX secolo.

#### Modelli con tasti aggiuntivi
Il primo pianoforte con un’estensione superiore ai consueti 88 tasti prodotto in serie fu il 290 Imperial della Bösendorfer, progettato nel 1909 da Ludwig Bösendorfer, divenuto da allora uno dei cavalli di battaglia del costruttore, tanto da essere tuttora a catalogo. Lo strumento fu progettato per soddisfare le esigenze di Ferruccio Busoni, le cui trascrizioni organistiche delle opere di Johann Sebastian Bach richiedevano note gravi aggiuntive, normalmente presenti negli organi a canne ma assenti nei pianoforti dell’epoca. Questo modello include 97 tasti estendendosi fino al do sub-sub-contra. Altri modelli Bösendorfer, come il 225 (92 tasti), mantengono un'estensione più ampia, sebbene inferiore al 290, come tratto distintivo della casa.
Esistono anche strumenti artigianali con estensioni ancora maggiori: ad esempio, il modello Rubenstein R371 di David Rubenstein, artigiano di Los Angeles, è un pianoforte lungo 371 cm con 97 tasti, la cui estensione nel registro grave ricalca quella del 290 Imperial. Stuart & Sons, costruttore australiano, che produce pianoforti da 97 e 102 tasti, con estensioni sia nei bassi che negli acuti, nonché un esemplare unico denominato Beleura che ha addirittura 108 tasti complessivi. Stephen Paulello noto pianista e meglio noto tra i tecnici come produttore di corde per pianoforte, costruisce il modello Opus 102, anch'esso con 102 tasti complessivi.

#### Materiali costruttivi
I tasti bianchi dei pianoforti costruiti nel passato sono tipicamente rivestiti di avorio
.
Tradizionalmente l'avorio era il materiale preferito per i tasti bianchi degli strumenti di buona qualità; ma, con l'introduzione del bando del suo commercio nel quadro della CITES, i costruttori hanno dovuto ripiegare su materiali sintetici.
Ad esempio: Blüthner, Bösendorfer, Fazioli, Grotrian, Steinway ed altri costruttori europei utilizzano l'Ivoplast® di Kluge Klaviaturen GmbH (Remscheid, Germania); Yamaha utilizza l'Ivorite®, materiale da essa sviluppato. L'avorio fossile (di mammut) non rientra nel bando citato ed è talvolta offerto come opzione sia da restauratori, sia da qualche costruttore, p. es. Steingraeber & Söhne;
Per quanto riguarda i tasti neri, l'ebano è stato storicamente il materiale più utilizzato per la sua durezza, densità e colore scuro uniforme
. Tuttavia, molte specie di ebano (genere Diospyros) sono oggi considerate a rischio di estinzione e sono incluse nelle appendici della CITES, che ne regolamentano il commercio internazionale. Inoltre, la polvere generata durante la lavorazione dell'ebano può essere irritante per le mucose e potenzialmente tossica, causando problemi respiratori e dermatiti.
A causa di queste problematiche ambientali e di salute, molti costruttori hanno adottato materiali alternativi per i tasti neri, come legni più comuni tinti di nero, legni ricomposti da polveri tinte o materiali sintetici. Ad esempio, alcuni produttori utilizzano il pero o il carpino bianco tinti per imitare l'aspetto dell'ebano. Inoltre, l'osso bovino viene talvolta impiegato come sostituto dell'avorio nei tasti bianchi

.
Alcuni costruttori impiegano anche resine sintetiche avanzate. Ad esempio, la ditta italiana Zanta, già premiata con il Red Dot Award 2015 per il modello a coda ZB200 e dunque orientata a un'innovazione ragionata, ha introdotto nel modello verticale Nemo una speciale resina chiamata FENIX NTM®. Detto materiale è stato scelto per le caratteristiche avanzate con cui il produttore l'ha ingegnerizzato come la piacevolezza al tatto, le proprietà anti-impronta, la colorazione opaca e la termoplasticità che consente un'eventuale autoriparazione termica dei micrograffi.
Nei pianoforti di fascia economica si utilizza spesso la galalite, una sostanza plastica di consistenza cornea derivata dalla caseina.
In ogni caso, a prescindere dal materiale utilizzato e dal pregio dello stesso, lo scopo della ricerca dei materiali alternativi rimane sempre e comunque quello di fare in modo che il tasto possa avere il miglior compromesso possibile tra scivolosità (grip) e sensazione tattile, adatta all'assunzione ed al mantenimento delle posizioni delle dita anche durante i passaggi tecnicamente più impegnativi.

#### Uso e morfologia

Tastiera a 88 tasti, con ottave numerate, evidenziati il Do centrale (celeste) e il La del diapason (giallo)

La tastiera del pianoforte è composta da una sequenza ripetitiva di 12 tasti per ottava: 7 tasti bianchi e 5 tasti neri. I tasti bianchi rappresentano le note naturali della scala di Do maggiore (Do, Re, Mi, Fa, Sol, La, Si), mentre i tasti neri corrispondono alle alterazioni (diesis e bemolle) delle note naturali. Questa disposizione facilita l'orientamento visivo e tattile del pianista sulla tastiera.
Il Do centrale: notato come C4 nella notazione scientifica, è il tasto bianco situato immediatamente a sinistra del gruppo di due tasti neri approssimativamente al centro della tastiera. Costituisce un riferimento fondamentale per l’esecuzione e lo studio del pianoforte, essendo allineato con il centro della gamma sonora dello strumento e corrispondente al Do centrale nel sistema di notazione musicale.
Per questa ragione, poiché l'individuazione del Do centrale è tipicamente argomento di studio da parte dei pianisti principianti per iniziare ad orientarsi sullo strumento ed eseguire la musica all'altezza corretta, onde conservare la semplicità nell'individuazione dello stesso, Bösendorfer colora di nero tutti i tasti aggiuntivi, compresi quelli che dovrebbero essere bianchi.
Detto accorgimento è invece assente negli altri modelli in commercio con tasti aggiuntivi.
Toni e semitoni : nella tastiera del pianoforte, la distanza tra due tasti consecutivi, siano essi bianchi o neri, è detta semitono (o mezzo tono). Ad esempio, tra Mi e Fa o tra Si e Do vi è un semitono, poiché non vi sono tasti neri interposti. Un tono intero corrisponde a due semitoni contigui. Questa organizzazione riflette il temperamento equabile adottato nella moderna accordatura pianistica.
Diesis e bemolle : I tasti neri rappresentano le alterazioni cromatiche delle note naturali. La stessa nota può avere due nomi distinti secondo il contesto tonale: ad esempio, il tasto nero tra Do e Re può essere chiamato Do diesis (C♯) o Re bemolle (D♭). Un diesis (#) indica che la nota è alzata di un semitono, mentre un bemolle (♭) implica l’abbassamento della nota di un semitono. Questa ambiguità è nota come equivalenza enarmonica.
La scala di Do maggiore : La scala di Do maggiore è la più semplice tra le scale maggiori in quanto priva di alterazioni. Essa è formata solo da tasti bianchi e segue la successione Do–Re–Mi–Fa–Sol–La–Si–Do. Gli intervalli tra le note seguono lo schema: tono, tono, semitono, tono, tono, tono, semitono. Questo pattern rappresenta la base per la costruzione di tutte le scale maggiori della musica occidentale.

### Morfologie alternative

Layout della tastiera Jankó

Esistono anche disposizioni alternative alla tastiera tradizionale, come la tastiera Jankó, ideata nel XIX secolo da Paul von Jankó. Essa impiega una disposizione isomorfica dei tasti, con sei file parallele che permettono di eseguire scale e accordi con la stessa diteggiatura in tutte le tonalità. Sebbene offra vantaggi ergonomici e teorici, non si è mai diffusa su larga scala a causa della standardizzazione della tastiera tradizionale e della difficoltà di reperire strumenti costruiti secondo tale sistema.

### La meccanica

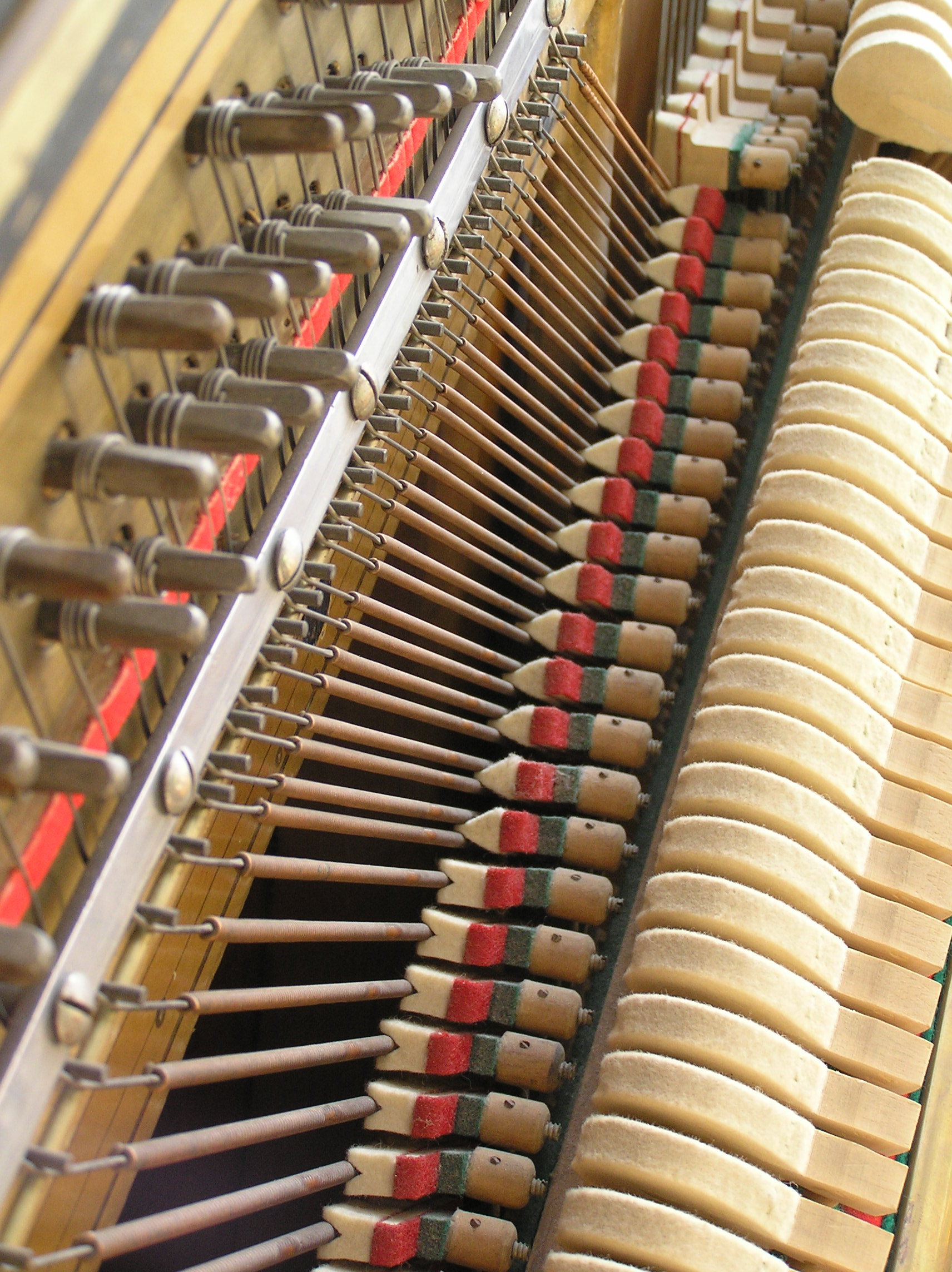
Martelletti, corde, smorzatori e piroli: la meccanica di un pianoforte verticale

La meccanica del pianoforte è l'insieme dei componenti che trasformano il movimento delle dita dell'esecutore sulla tastiera in un'azione percussiva dei martelletti sulle corde, generando così il suono. Questo complesso sistema comprende leve, snodi, molle, perni, guarnizioni e altri elementi che cooperano per garantire una risposta precisa e controllata al tocco del pianista.
L’efficienza e la progettazione della meccanica influiscono direttamente sulla qualità timbrica e sulla suonabilità dello strumento, determinando la sensibilità, la velocità di risposta e la capacità di articolare fraseggi complessi. Per questa ragione, la meccanica è da sempre oggetto di studi, innovazioni e ottimizzazioni da parte dei costruttori.
Numerose tipologie meccaniche si sono succedute nel tempo, a partire da quella ideata da Bartolomeo Cristofori, attraverso le varianti dei fortepiani delle diverse scuole europee, fino alle architetture moderne. Tra queste, merita menzione la "Patentmechanik" della Blüthner, concettualmente affine alla storica meccanica a spillo, ma dotata di un sistema di spingitori con un rudimentale doppio scappamento non ammortizzato, che aumentava precisione e velocità dell’azione. Blüthner continuò a impiegarla nei propri pianoforti a coda fino alla fine degli anni ’60 del XX sec., e strumenti che ne sono dotati sono ancora largamente reperibili e restano apprezzati anche oggi per le ottime prestazioni.
Contributi fondamentali all’evoluzione della meccanica furono apportati da costruttori oggi non più attivi, come Langer, Herrburger-Brooks e Schwander, i cui brevetti e soluzioni hanno contribuito a standardizzare le proporzioni e i rapporti cinematici delle moderne meccaniche, sia nei pianoforti verticali che in quelli a coda.
Attualmente, si distinguono due tipologie principali di meccaniche moderne:
- la meccanica del pianoforte a coda, basata sulla forza di gravità e caratterizzata dal doppio scappamento, che garantisce prestazioni elevate nella ripetizione delle note;
- la meccanica del pianoforte verticale, in cui l’assenza di gravità diretta viene compensata da molle di ritorno, con un’azione meno fluida e precisa rispetto ai modelli a coda.

A queste si affiancano varianti avanzate dei meccanismi di ripetizione, prodotte da aziende specializzate che operano come fornitori OEM per numerosi marchi di pianoforti. Tra queste, Renner (leader del mercato), Abel, Detoa e Wessell, Nickel & Gross impiegano materiali differenti — come legno di ontano, grafite, leghe speciali, compositi e polimeri tecnici — per ridurre attriti, migliorare l’inerzia e garantire stabilità nel tempo. Anche Kluge Klaviaturen, storicamente nota per la produzione di tastiere e oggi parte del gruppo Steinway, realizza componenti di alta precisione in collaborazione con i produttori di meccaniche.
Marchi come Louis Renner GmbH e Helmut Abel GmbH godono di una forte reputazione anche tra pianisti, tecnici e restauratori, che spesso riconoscono la qualità delle loro meccaniche e martelliere come un plus nei pianoforti di fascia alta o nei restauri professionali.
Solamente alcuni costruttori definiti world class, come Yamaha o Bechstein, producono internamente l’intera meccanica e la tastiera, dichiarando di voler mantenere il massimo controllo sulla qualità costruttiva e sulle tolleranze meccaniche, piuttosto che affidarsi al mercato OEM.
La realizzazione e l’assemblaggio della meccanica richiedono tolleranze strettissime e regolazioni complesse (tra cui scappamento, alzata, attriti passivi e attivi), che possono essere effettuate solo da tecnici specializzati. Tali regolazioni, oltre a influire sulla dinamica e sull’affidabilità, sono fondamentali per esprimere appieno le caratteristiche musicali di ciascuno strumento.

#### Funzionamento della meccanica
Il funzionamento della meccanica varia sensibilmente tra pianoforti a coda e verticali, pur condividendo la medesima logica di base: alla pressione di un tasto, un sistema di leve mette in moto un martelletto che colpisce la corda corrispondente, mentre uno smorzatore si solleva per consentire la vibrazione.
Sia nella meccanica a coda che in quella verticale, seppure con geometrie differenti, si riconoscono i seguenti elementi fondamentali:
- Tasto: leva azionata dal pianista.
- Pilota o capitano: trasmette il moto iniziale alla meccanica.
- Principale: leva intermedia che collega il tasto al sistema di scappamento.
- Grilletto (detto anche spingitore o leva jack): vincolato alla principale, insiste sul rullino imprimendo spinta allo stiletto e quindi al martello. Quando raggiunge il bottone di scappamento, si separa dal rullino, che continua la sua corsa.
- Scappamento: fase in cui il grilletto si separa dal rullino per evitare che il martello resti a contatto con la corda.
- Stiletto: elemento verticale che supporta il martello e il rullino.
- Rullino: rotella di feltro che riceve l’impulso dal grilletto e lo trasmette al martello.
- Leva secondaria o di ripetizione: presente nei coda con doppio scappamento, trattiene il rullino durante la fase di ritorno e consente rapide ripetizioni.
- Molla hertziana: agisce sulla leva secondaria; può essere fissa o regolabile (come nella meccanica tipo Renner).
- Martelletto: percuote la corda.
- Paramartello o cattura: arresta il martello dopo il colpo per evitare rimbalzi.
- Smorzatore: blocca la vibrazione della corda al rilascio del tasto.
- Montante dello smorzatore: leva che solleva lo smorzatore.
- Molle di ritorno: usate nei verticali per supplire alla mancanza di gravità.

Nei pianoforti a coda, la forza di gravità riporta le parti mobili in posizione iniziale. Il doppio scappamento, brevettato da Sébastien Érard nel 1821, consente di ripetere rapidamente una nota senza che il tasto risalga completamente.
Nei pianoforti verticali, l’orientamento verticale rende necessarie molle di ritorno. Di norma non è presente la leva secondaria e lo scappamento è semplificato, con conseguente perdita di precisione nelle dinamiche e nelle ripetizioni. Le meccaniche a baionetta, oggi obsolete, furono abbandonate per via della debolezza degli smorzatori e delle difficoltà di manutenzione. Le meccaniche moderne verticali, pur migliorate, restano inferiori per efficienza rispetto a quelle dei coda.

#### Parti delle meccaniche
| N.   | Descrizione                               |
| ---- | ----------------------------------------- |
| (1)  | tasto                                     |
| (2)  | pilota                                    |
| (3)  | principale (cavalletto)                   |
| (4)  | bottone di scappamento                    |
| (5)  | spingitore o grilletto (leva jack)        |
| (6)  | vite della forcola (capsula del martello) |
| (7)  | vite di regolazione dello scappamento     |
| (8)  | stiletto del martello                     |
| (9)  | leva di ripetizione (secondaria)          |
| (10) | testa del martello                        |

| N.   | Descrizione            |
| ---- | ---------------------- |
| (11) | paramartello (cattura) |
| (12) | leva dello smorzatore  |
| (13) | barra alzatutto        |
| (14) | cucchiaio              |
| (15) | smorzatore             |
| (16) | corda                  |
| (17) | telaio o piastra       |
| (18) | agraffa                |
| (19) | caviglia               |
| (20) | somiere                |

| N.   | Descrizione                  |
| ---- | ---------------------------- |
| (12) | tasto                        |
| (13) | pilota                       |
| (14) | principale (cavalletto)      |
| (15) | spingitore                   |
| (16) | bottone di scappamento       |
| (17) | leva di scappamento          |
| (18) | portamartello                |
| (19) | fermo ausiliario             |
| (20) | barra di riposo dei martelli |
| (21) | martello                     |

| N.   | Descrizione                         |
| ---- | ----------------------------------- |
| (1)  | spine elastiche                     |
| (2)  | perno molle                         |
| (3)  | clip di ritenuta                    |
| (4)  | supporto della meccanica            |
| (5)  | corda                               |
| (6)  | smorzatore                          |
| (7)  | serranda                            |
| (8)  | cappello del martello               |
| (9)  | rotaia centrale ("bedspring")       |
| (10) | leva di sollevamento (pedale forte) |
| (11) | cucchiaio della serranda            |

- Martelli: costituiti da una testa stondata in feltro compatto di lana vergine, proveniente da razze selezionate come la Merinos, incollata e inchiodata a un’anima in legno (tipicamente bambù, mogano o carpino). Talvolta è presente un sottofeltro colorato con funzione estetica. La forma, la massa e le proprietà elastiche del feltro influenzano direttamente l’attacco, la dinamica e la timbrica.[85]

- Scappamento: è il meccanismo che consente alla leva jack (detta anche grilletto o spingitore), vincolata alla leva principale, di "scappare" quando incontra il bottone di scappamento. In posizione non scappata, il jack insiste sul rullino dello stiletto, imprimendo la spinta. Regolando il bottone si definisce il punto in cui il jack si ritira. Il rullino viene quindi intercettato dalla leva secondaria (o di ripetizione), molleggiata da una molla di tipo hertziano. Questo consente una ribattuta veloce senza che il tasto debba tornare completamente a riposo.[86]

- Smorzatori: colloquialmente detti anche smorzi, sono blocchetti di legno con cunei in feltro incollati, destinati a interrompere la vibrazione delle corde al rilascio del tasto. Sono realizzati con materiali analoghi a quelli dei martelli e, nei modelli curati, mostrano un coordinamento cromatico con i nastri in cashmere e i sottofeltri dei martelli.[87]

- Tasto: è una leva basculante in legno (tipicamente tiglio o acero), rivestita in plastica o, nei modelli antichi, in avorio. Agisce come fulcro dell’intera meccanica, trasmettendo il movimento agli elementi sovrastanti. Sotto la zona di pressione è presente una mortasa che accoglie un perno in acciaio lucidato, detto perno di affondo, il cui scopo è impedire movimenti laterali. Al centro del tasto è invece collocata un'altra mortasa che si innesta sul perno di bilanciamento. L’altezza e l’inclinazione del tasto vengono regolate mediante spessori in carta e feltro.

- Pilota: componente che trasferisce il moto del tasto alla leva principale, insistendo sul suo tallone. Può essere una vite in ottone lucidata, incastonata direttamente nel tasto, oppure — in alcuni verticali — un cilindretto in legno con sommità in feltro e parte inferiore filettata. In entrambi i casi, la rotazione del pilota consente una regolazione fine della posizione della leva principale.

- Principale (cavalletto): è l’elemento che sostiene e collega il jack al rullino (o alla noce, nel verticale). Nella meccanica orizzontale porta anche il cucchiaio di fine corsa del jack, una forcola per la leva secondaria e la molla hertziana. Nei pianoforti verticali il paramartello è integrato nel principale, che ospita anche un occhiello per la fettuccia di richiamo della noce.

- Jack (spingitore): leva dalla forma a J, vincolata al principale tramite un pivot. Trasferisce il moto verso lo stiletto, insistendo sul rullino. Nella meccanica verticale, in assenza del rullino, agisce su una concavità feltrata della noce. Il bottone di scappamento ne provoca la rotazione e quindi lo "scappamento". Nei pianoforti a coda, dopo lo scappamento, il rullino è intercettato dalla leva secondaria; nei verticali, invece, il jack rimane in contatto con una diversa zona della noce, consentendo una ribattuta meno precisa.

- Bottone di scappamento: cilindretto di legno con feltro alla sommità, incastonato in una vite dal filetto molto fine. Determina il punto di "scappamento" della leva jack. Il funzionamento è simile nelle meccaniche orizzontali e verticali, pur con proporzioni differenti.

- Leva secondaria (di ripetizione): vincolata alla leva principale tramite un pivot mediano, rimane parallela allo stiletto in posizione di riposo. Regolabile tramite un bottone che insiste sul principale e una vite di fine corsa. Nei modelli "tipo Renner" è presente anche una vite per la regolazione della tensione della molla. Serve a captare il rullino in fase di ritorno, ammortizzando l'inerzia e favorendo ribattute rapide. Nella meccanica verticale è assente: il compito è svolto dal jack in contatto con la noce, con prestazioni inferiori.

- Rullino: cilindro in feltro rivestito in pelle scamosciata, incollato allo stiletto mediante una placchetta. Agevola lo scorrimento del jack verso la posizione di scappamento, riducendo l’attrito grazie anche alla grafite presente sulla punta del jack. Assente nella meccanica verticale, dove è sostituito da una porzione feltrata della noce.

- Vite di regolazione dello scappamento (let-off): incastonata nella forcola dello stiletto, definisce il punto in cui la leva secondaria si arresta e, quindi, la distanza tra martello e corda al termine del ritorno. È cruciale per calibrare la reattività della ribattuta.

- Vite della molla: presente solo nella ripetizione "tipo Renner", regola la tensione della molla hertziana. Alcune meccaniche, come quella Steinway (anch’essa prodotta da Renner), ne sono prive.

- Molla hertziana: sottile molla a forcella che collega la leva principale a quella secondaria. Ammortizza il contatto del rullino durante il ritorno. Nei verticali si trovano molle simili sulla noce e sul jack; talvolta il jack è spinto da una molla elicoidale.

- Forcola (o capsula): supporto avvitato che accoglie il pivot delle leve. Nella meccanica orizzontale ogni leva ha la propria forcola, tranne jack e leva secondaria, che sono vincolati direttamente al principale. Nei verticali esiste anche una forcola per la leva dello smorzatore.

- Paramartello: elemento in feltro o pelle che arresta il martello dopo l’impatto con la corda, evitando rimbalzi. Nella meccanica orizzontale è collocato sulla leva del tasto, in quella verticale sul principale. Può intercettare il codolo del martello o una sua estensione (nei verticali).

- Cucchiaio: parte metallica arcuata, solidale alla leva dello smorzatore. Viene premuto dalla parte terminale della leva del tasto, che solleva lo smorzatore. È piegabile per regolare il punto d’intervento. Non è presente in tutte le versioni.

- Barra alzatutto: barra basculante che solleva simultaneamente tutti gli smorzatori durante l’uso del pedale destro. Nella coda è posta sotto le leve smorzatrici; nei verticali è sostituita da una barra a ogiva che agisce tramite la rotazione.

- Leva smorzatore: collegata allo smorzatore e al cucchiaio, è imperniata su una forcola avvitata a una barra metallica. Nei pianoforti verticali la leva è di costruzione diversa e viene azionata da una molla che la mantiene a contatto con le corde.

### I pedali
I pianoforti moderni possono essere dotati di due, tre, quattro, talvolta addirittura cinque pedali, a seconda del modello e del costruttore. Sono situati nella parte inferiore dello strumento e servono ad alterarne il comportamento meccanico e timbrico durante l’esecuzione. I pedali sono generalmente realizzati in ottone lucidato; al loro interno azionano leveraggi, molle e tiranterie che collegano il pedale al meccanismo interno.

#### Pedale di risonanza (o forte, 3C)

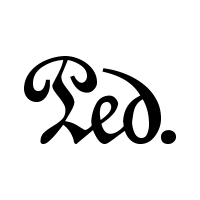
Simbolo usato negli spartiti per indicare il pedale di risonanza

Introdotto nel 1783 da John Broadwood, è solitamente collocato a destra. Solleva simultaneamente tutti gli smorzatori, permettendo alle corde di vibrare liberamente e prolungando il suono oltre il rilascio del tasto. Questo pedale consente legati impossibili da realizzare manualmente e produce un alone armonico generato dalla vibrazione simpatica di tutte le corde dello strumento.

#### Pedale una corda (o pianissimo, 1C)
Di norma collocato a sinistra, nei pianoforti a coda sposta lateralmente l’intera meccanica e la tastiera, cosicché il martelletto colpisca solo due o una delle tre corde usualmente assegnate a una nota. Questo modifica sia la dinamica che il timbro, producendo un suono più intimo e ovattato.
Nel registro grave, dove le corde sono già singole o doppie, l’effetto deriva principalmente dal cambiamento del punto di contatto del martelletto, che agisce su una zona meno consumata del feltro. Nei pianoforti verticali, invece, il pedale avvicina i martelletti alle corde, riducendone la corsa e l’energia d’urto, con un effetto dinamico ma meno timbricamente marcato.
Menzione speciale va al costruttore giapponese Toyo di Hamamatsu, titolare del marchio Apollo, pur sconosciuto in Italia in quanto avente forza commerciale solamente nel mercato asiatico, poiché è l'unico costruttore che ha progettato pianoforti verticali in cui il pedale 1C agisce come nei coda, spostando l’intero castello meccanica.

#### Pedale tonale (o sostenuto)
Posto al centro nei pianoforti a coda, trattiene sollevati solo gli smorzatori delle note che sono premute nel momento in cui viene attivato. Permette effetti selettivi di risonanza e viene sfruttato soprattutto nella musica impressionista e contemporanea.
È anche noto come “pedale Rendano”, dal nome del pianista e compositore che ne propose una prima versione. Alcuni costruttori come Steingraeber & Söhne lo hanno integrato anche nei pianoforti verticali.

#### Pedale sordina
Presente solo nei pianoforti verticali e destinato principalmente allo studio. Attivandolo, un panno di feltro viene interposto tra martelletti e corde, riducendo drasticamente il volume senza alterare meccanicamente la tastiera. È l’unico pedale che può essere bloccato tramite incastro per rimanere attivo senza pressione costante.
Questo principio è sfruttato anche da compositori contemporanei: pianisti come Nils Frahm e Ólafur Arnalds lo usano per ottenere timbri soffusi e atmosferici, aprendo a nuove sonorità e stili espressivi nella composizione neoclassica e “modern classical”.
Nel repertorio classico, il termine "sordino" aveva però un significato diverso: nei fortepiani dell’epoca di Beethoven, il pedale sordina era concepito non per motivi di studio, bensì con finalità timbriche ed espressive. Un esempio celebre si trova all’inizio del primo movimento della Sonata op. 27 n. 2 (detta "Al chiaro di luna"), dove l’indicazione 'Si deve suonare tutto questo pezzo delicatissimamente e senza sordino (in edizioni successive tradotta spesso come con il pedale forte tenuto per tutta la durata) lascia intendere che l’autore facesse riferimento alla risonanza prodotta dalla **soppressione del sordino**, cioè dell’intervento degli smorzatori, con valore **poetico e non pratico**.

#### Quarto pedale
Presente in alcuni pianoforti a coda di fascia World class come il Fazioli F308 o gli strumenti Stuart & Sons. A differenza dell'una corda, non modifica il timbro, ma avvicina i martelletti alle corde riducendone la corsa come nei verticali, quindi riduce il volume mantenendo inalterata la colorazione timbrica. Si tratta a tutti gli effetti di un pedale 1C alternativo.

#### Pedale armonico
È a tutti gli effetti un quinto pedale, introdotto da costruttori innovativi come Stephen Paulello, Feurich e Stuart & Sons, il pedale armonico agisce inizialmente come un pedale di risonanza, ma riporta lo smorzatore in posizione appena il tasto viene rilasciato, evitando che l’intero strumento entri in risonanza. Questo consente l’uso di armonie complesse e forti dinamiche senza generare rumore di fondo incontrollato.

#### Simboli grafici dei pedali nella notazione musicale
Nella scrittura musicale pianistica, l'uso dei pedali è spesso indicato tramite simboli standardizzati. Ecco i principali:
| Simbolo                  | Nome                            | Descrizione |
| ------------------------ | ------------------------------- | --- |
|                          | Pedale di risonanza - inizio    | Indica quando premere il pedale di risonanza (pedale destro) |
|                          | Pedale di risonanza – rilascio  | Indica quando rilasciare il pedale di risonanza |
| Ped. / *                 | Pedale di risonanza             | Notazione testuale: “Ped.” all’attacco, asterisco (*) per il rilascio |
| Barra orizzontale        | Pedale di risonanza             | Notazione grafica specifica; Si tratta di una barra orizzontale delimitata da piccole barrette verticali. Il pedale viene premuto in corrispondenza della prima barretta verticale e rilasciato dove termina in corrispondenza della seconda barretta verticale. Esiste anche la casistica del rilascio temporaneo dove la barra orizzontale è interrotta da un simbolo a V rovesciata corrispondente alla posizione dove eseguire il rilascio rapido. |
| Sost. / *                | Pedale tonale o sostenuto       | Raramente indicato, tipicamente in notazione testuale “Sost.” mentre il rilascio usa il medesimo simbolo del pedale di risonanza o asterisco (*) |
| —                        | Pedale una corda                | Di norma indicato testualmente con 1C o una corda sopra al rigo musicale - il rilascio si evince dalle ulteriori indicazioni agogiche |
| —                        | Pedale sordina                  | Non esiste una convenzione standard per la notazione |
| —                        | Quarto pedale                   | Non esistono simboli standard; Trattandosi a tutti gli effetti di un diverso pedale 1C sta all'esecutore decidere se utilizzare il pedale una corda propriamente detto, il quarto pedale (o entrambi) secondo il colore del suono che voglia ottenere |

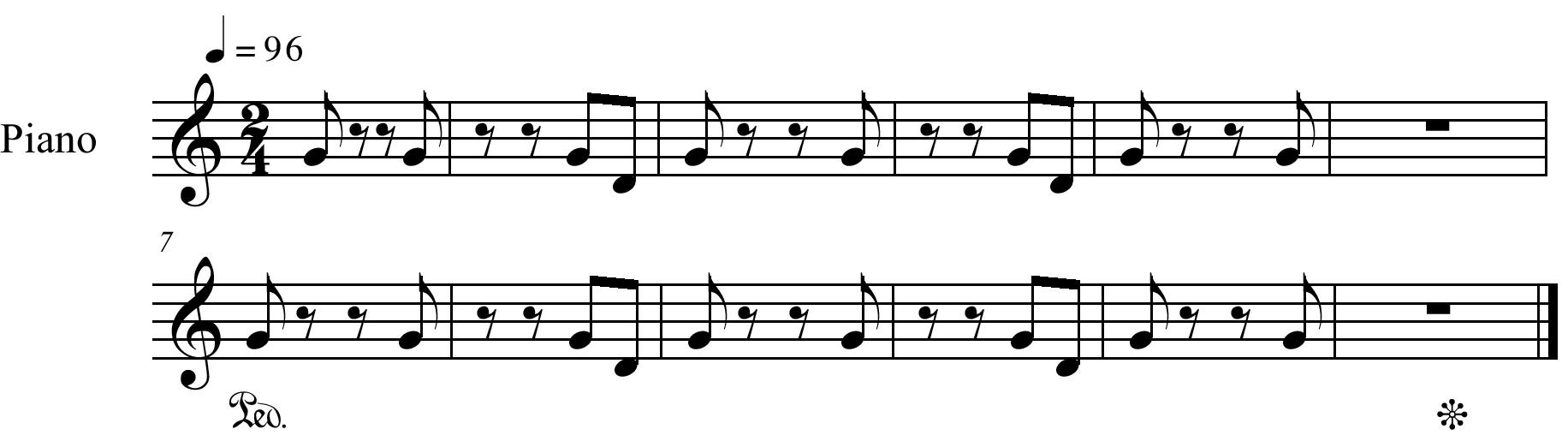
Esempio di notazione testuale moderna del pedale di risonanza (3C).

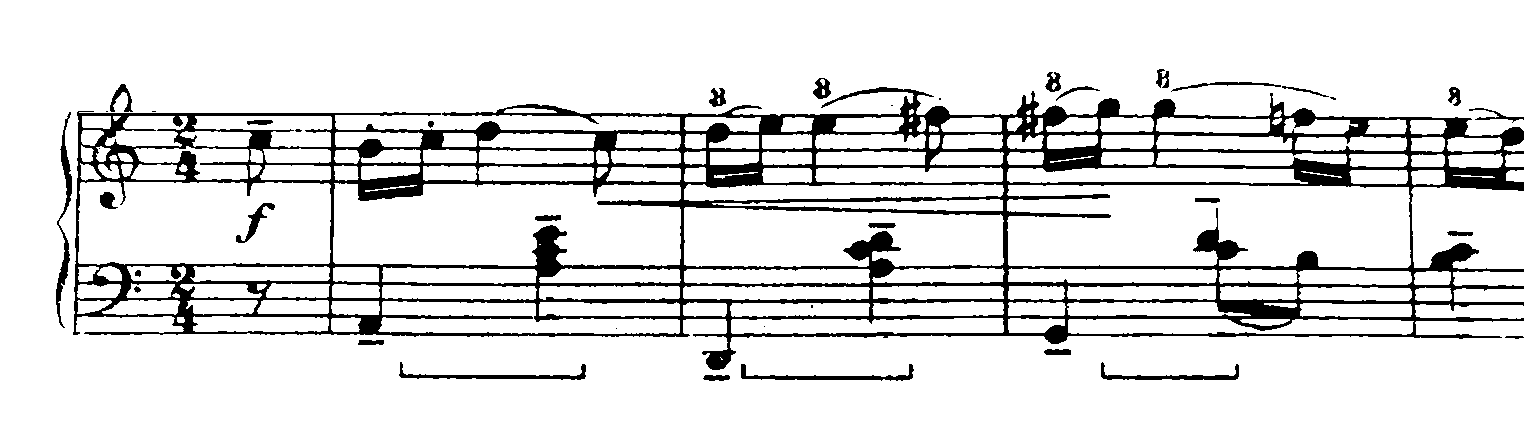
Esempio notazione grafica moderna del pedale di risonanza (3C) con la barra grafica rappresentata sotto il rigo musicale.

| Barra orizzontale doppia | Quinto pedale - pedale armonico | I sostenitori di questo tipo di pedale hanno proposto una simbologia simile a quella del pedale di risonanza che comprende pressione, rilascio, transizione da risonanza a pedale armonico e da pedale armonico a risonanza. Esiste anche un logo che, apposto tipicamente nell'interno del coperchio, identifica la presenza di questo tipo di pedale nello strumento. La notazione consiste nell'apporre una barra orizzontale sotto al rigo musicale, identica a quella del pedale 3C ma doppia. La transizione da 3C a risonanza e viceversa è segnata dal raddoppio o dal ritorno a barra singola. |

### Corde e scala
- Caviglie: perni in acciaio temprato usati per tendere le corde. Possono essere bruniti per cataforesi (modelli economici) o lucidati a specchio (modelli premium). La parte superiore presenta un foro per il passaggio della corda; la testa è sagomata per accogliere la chiave di accordatura. La parte inferiore è godronata con un profilo elicoidale per favorire l’adesione alle fibre del somiere in legno multistrato. Il foro nel somiere è volutamente leggermente più stretto del diametro della caviglia, in modo che le fibre si incastrino nelle scanalature elicoidali creando un accoppiamento resistente alla rotazione. Questo garantisce la tenuta dell’accordatura nel tempo.
- Corde: realizzate in acciaio armonico con processo di trafilatura a freddo in varie sezioni tonde, numerate in decimi di millimetro (es. 12–25, con misure intermedie ogni mezzo punto). Alcuni produttori, come Röslau, propongono anche corde con sezione esagonale, considerate più stabili dimensionalmente. Nei registri gravi, una parte delle corde presenta un rivestimento elicoidale in rame, detto caricamento. Il numero di corde caricate varia: tipicamente da 28 a 30 nei pianoforti verticali, e da 20 a 30 nei pianoforti a coda, a seconda della lunghezza della scala. Le corde sono disposte orizzontalmente nei coda e verticalmente nei verticali.

## Cura e mantenimento del pianoforte
La corretta conservazione di un pianoforte richiede particolari attenzioni ambientali e interventi periodici di manutenzione specialistica. Secondo le linee guida fornite dalla Piano Technicians Guild e da altri enti di riferimento internazionali, lo strumento va mantenuto in condizioni climatiche stabili e sottoposto a operazioni regolari di regolazione, accordatura e intonazione per conservarne la funzionalità meccanica e la qualità sonora.

Di seguito sono elencate le principali pratiche consigliate da produttori e tecnici qualificati.

### Condizioni ambientali ideali
I fattori climatici, in particolare l’umidità relativa e la temperatura, influenzano in modo determinante la stabilità strutturale e acustica del pianoforte. L’umidità eccessiva può deformare i componenti in legno sotto tensione, mentre un ambiente troppo secco può provocare fessurazioni nella tavola armonica e nelle fasce.

Produttori come Steinway & Sons raccomandano di mantenere un'umidità relativa attorno al 45% e una temperatura di circa 20 °C. Valori considerati accettabili sono compresi tra il 40% e il 60%. Fazioli, altro costruttore di fascia alta, consiglia di evitare escursioni al di fuori del 30–70%.
Per garantire condizioni ambientali costanti, si possono installare sistemi di controllo attivo dell'umidità come il Dampp-Chaser Piano Life Saver System, particolarmente utili in ambienti soggetti a variazioni stagionali.

### Posizionamento nello spazio domestico
Il pianoforte va collocato lontano da fonti dirette di calore (come termosifoni, stufe o camini) e da correnti d’aria fredda, evitando l’esposizione diretta ai raggi solari. Anche la prossimità a pareti perimetrali fredde può causare condense o sbalzi termici dannosi. Ambienti non climatizzati come cantine e mansarde, se non ventilati e stabili dal punto di vista termoigrometrico, sono sconsigliati.

### Norme di buon uso quotidiano
È preferibile non appoggiare oggetti sul mobile del pianoforte (spartiti pesanti, vasi, bicchieri, oggetti decorativi), poiché le vibrazioni possono alterare la risonanza dello strumento o generare rumori indesiderati.
Per prevenire danni causati da roditori e insetti xilofagi, è opportuno proteggere i fori di accesso (ad esempio in prossimità dei pedali) nei periodi di lunga inattività. All'interno dello strumento possono essere posizionate bustine di repellente specifico, purché non rilascino sostanze dannose per i materiali.
In ambienti particolarmente silenziosi o acusticamente trattati, è consigliabile evitare un arredamento eccessivamente assorbente: tende pesanti, tappeti spessi e rivestimenti imbottiti possono smorzare il suono, alterandone la resa.

### Pulizia
La pulizia esterna deve essere effettuata con panni morbidi e prodotti specifici per superfici verniciate o impiallacciate, evitando abrasivi o detergenti generici. L’interno dello strumento non dovrebbe mai essere pulito da personale non qualificato: l’accumulo di polvere nella meccanica o sulla tavola armonica richiede un intervento tecnico, eventualmente con rimozione parziale o totale della meccanica.

### Manutenzione ordinaria
Una corretta manutenzione ordinaria del pianoforte prevede tre operazioni distinte, da eseguire generalmente una o due volte l’anno:
- Regolazione della meccanica: si ristabiliscono i corretti giochi, allineamenti e rapporti cinematici tra tasti, martelli, scappamenti e smorzatori.
- Accordatura: consiste nell’adeguare la tensione delle corde per riportare le altezze delle note alla frequenza desiderata, solitamente in temperamento equabile con La = 440 Hz.
- Intonazione (voicing): si interviene sul feltro dei martelli tramite aghi o limatura per modificare il timbro dello strumento, rendendolo più dolce o più brillante a seconda delle esigenze. Si tratta di un’operazione delicata e irreversibile, da affidare esclusivamente a tecnici esperti.

Per eseguire queste operazioni in modo professionale, è consigliabile rivolgersi a un tecnico registrato presso organizzazioni specializzate come l’AIARP – Associazione Italiana Accordatori Riparatori Pianoforti.

### Riepilogo: buone pratiche per la cura del pianoforte
| ✅ Buone pratiche consigliate | ❌ Pratiche da evitare |
| --- | --- |
| - Mantenere umidità relativa tra 45% e 70% - Mantenere temperatura costante di circa 20 °C - Collocare il pianoforte lontano da fonti di calore e pareti esterne fredde - Utilizzare sistemi di controllo climatico (es. Dampp-Chaser) - Pulire l’esterno con prodotti specifici - Far eseguire periodicamente: - regolazione della meccanica - accordatura - intonazione (voicing) - Affidarsi a tecnici registrati presso AIARP | - Esporre lo strumento a sbalzi termici o all’irraggiamento diretto del sole - Collocarlo in ambienti troppo umidi, secchi o non ventilati - Appoggiare oggetti sul mobile (vasi, bicchieri, libri pesanti) - Eseguire pulizie interne senza adeguata competenza - Intonare i martelli senza strumenti o esperienza adeguati - Eseguire interventi senza consultare un tecnico specializzato |

## Nell'arte e cultura

### Nel cinema
- 1956 – Incantesimo, regia di George Sidney
- 1960 – Tirate sul pianista, regia di François Truffaut
- 1988 – Madame Sousatzka, regia di John Schlesinger, sul rapporto tra insegnante e allievo.
- 1993 – Lezioni di piano, film sentimentale della regista Jane Campion.
- 1993 – Trentadue piccoli film su Glenn Gould, film diretto da François Girard e ispirato alla storia del pianista Glenn Gould.
- 1994 – Amata immortale, film diretto da Bernard Rose e basato sulla vita del compositore e pianista tedesco Ludwig van Beethoven
- 1996 – Shine, film di Scott Hicks ispirato alla vita di David Helfgott.
- 1998 – La leggenda del pianista sull'oceano, film del regista Giuseppe Tornatore tratto dal monologo Novecento di Alessandro Baricco.
- 2000 – Grazie per la cioccolata, film di Claude Chabrol.
- 2001 – La pianista, film di Michael Haneke tratto dal romanzo omonimo di Elfriede Jelinek.
- 2002 – Quattro minuti, film diretto da Chris Kraus, rivelazione del cinema tedesco nel 2002.
- 2002 – Il pianista, film di Roman Polański tratto dal romanzo autobiografico omonimo di Władysław Szpilman.
- 2006 – La voltapagine, regia di Denis Dercourt.
- 2013 - Il ricatto, regia di Eugenio Mira.
- 2018 - Nelle tue mani, regia di Ludovic Bernard

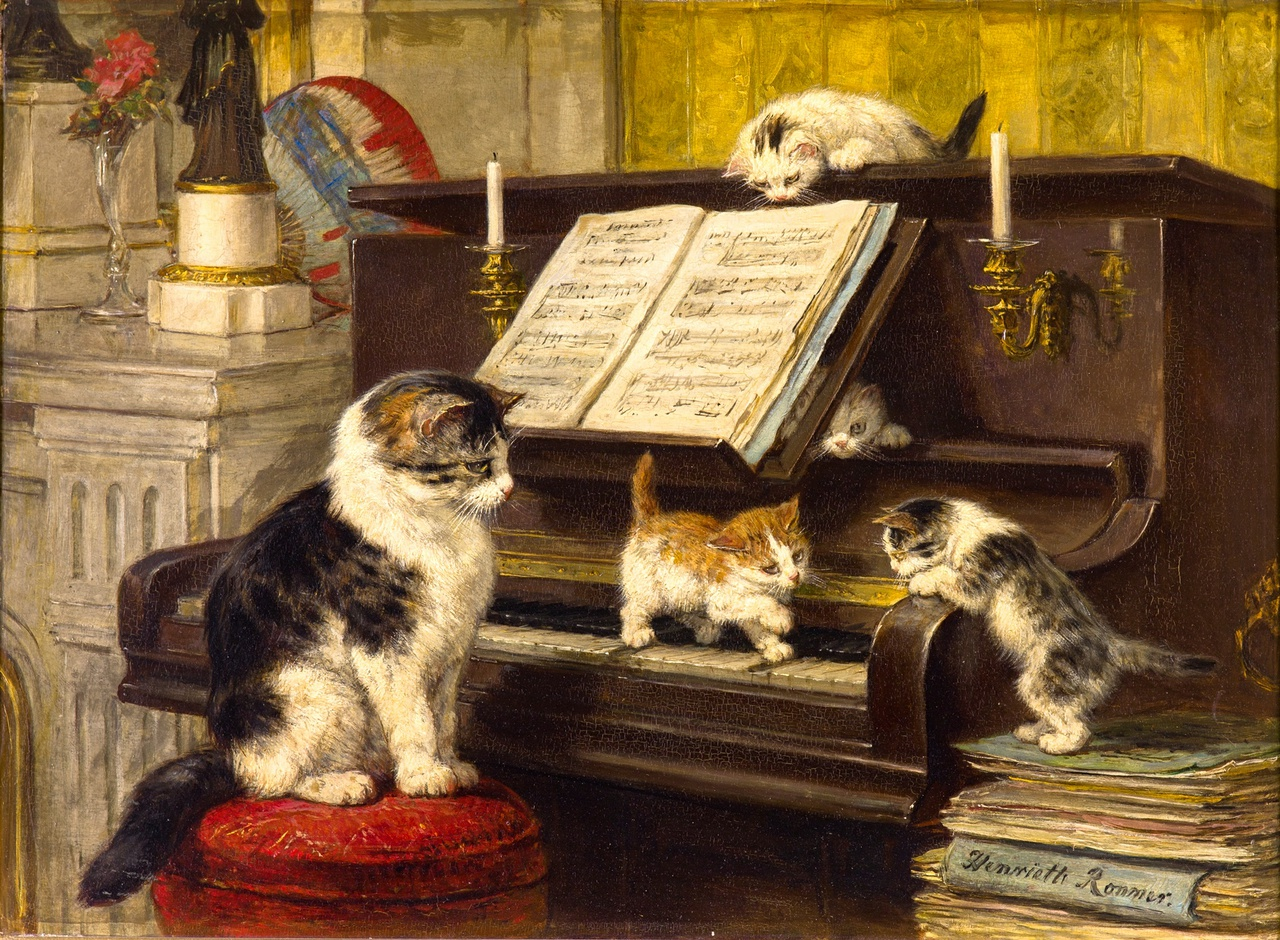
Henriëtte Ronner-Knip, Lezione di piano (1897)

### Nella letteratura
- 1946 – Il pianista, libro autobiografico di Władysław Szpilman, che ha ispirato l'omonimo film.
- 1983 – La pianista, romanzo di Elfriede Jelinek, da cui è stato tratto l'omonimo film.
- 1994 – Novecento, monologo di Alessandro Baricco, che ha ispirato il film La leggenda del pianista sull'oceano.

### Trattatistica
- Piero Rattalino, Storia del pianoforte. Lo strumento, la musica, gli interpreti, Milano, Arnoldo Mondadori, 1988
- Piero Rattalino, Manuale tecnico del pianista concertista, Varese, Zecchini, 2007 (sulla formazione del pianista concertista)
- Piero Rattalino, L'interpretazione pianistica. Teoria, storia, preistoria, Varese, Zecchini, 2008 (sulla storia dell'interpretazione prima e dopo i metodi di registrazione)
- Gerald Moore, Il pianista accompagnatore, Asti, Analogon, 2013
- Piero Rattalino, Le grandi scuole pianistiche, Milano, Ricordi, 1992
- George Kehler, The piano in concert, Metuchen, N.J., Scarecrow, 1982, ISBN 0-8108-1469-2 [2 voll.]
- Piero Rattalino, Piano Recital. L'evoluzione del gusto musicale attraverso la storia del programma da concerto, Napoli, Flavio Pagano, 1992, ISBN 88-85228-21-6
- Paolo Scanabissi, Il piano sereno. La tranquillità esecutiva nel giovane pianista vista negli ambiti dell'anatomia, fisiologia, neurologia e psicologia, Modena, Il Fiorino, 2009, ISBN 978-88-7549-292-2
- Piero Rattalino, Guida alla musica pianistica, Varese, Zecchini, 2012, pp. XXIV+640, ISBN 978-88-6540-015-9 (guida per la comprensione della musica pianistica con un'introduzione sulla storia del pianoforte)